# Великий Полюхів
Вели́кий Полюхів — село в Україні, у Львівському районі Львівської області. Населення становить 301 осіб. Орган місцевого самоврядування — Глинянська міська рада.

## Назва
Назва села різними мовами звучить так: польською мовою — пол. Poluchów Wielki (Полухув Вєлькі), російською мовою — рос. Великий Полюхов (Вілікій Полюхов).
Існує кілька версій походження назви села Великий Полюхів. Згідно з тими версіями назва походить від словосполучень «По — ляхах» або «Полю — хів», тобто в полі ховати.
За однією з версій назва села могла піти також від загальної назви людей, котрих називали полюхами, тобто людей які мешкали на пільних землях.

## Положення та місцеві географічні назви
Село Великий Полюхів лежить при старовинному торговельному шляху, що звався Глинянським Трактом. Який вже в XII ст., становив важливий торговельний шлях на цих землях. Ймовірно, що на наших теренах ця дорога пролягала через Печенію, Великий Полюхів, Глиняни, Перегноїв, Бортків, Скваряву до Золочева, а звідти на південний схід, аж до Криму. Цей шлях називали ще Чорним шляхом, яким користувалися османи та кримські татари для наскоків на Західну Україну, Королівство Польське в XVI–XVII ст. На цьому шляху османсько-татарські орди з'являлись дуже часто і несподівано. Село було багаторазово знищене татарськими ордами. В 1441 р. татари дійшли під мури Львова, а в селах палили та людей багато позабирали. Від серпня 1605 р. по червень 1633 р., тобто протягом 28 літ, таких більших нападів на Львівські землі занотовано 15, а менших то ніхто не рахував. Нападники, у цей період спустошили 80 міських осад і 842 сільські, деякі по кілька раз.
Згідно з переказами, початкове розташування села Великий Полюхів було 2 кілометри на північ в напрямку до Розворян. Але з причин низького рівня ґрунтових вод бракувало води в криницях села, полюхівці змушені були перенести свої оселі з пагорбів ближче в напрямку Курович, де рельєф місцевості був нижчий.

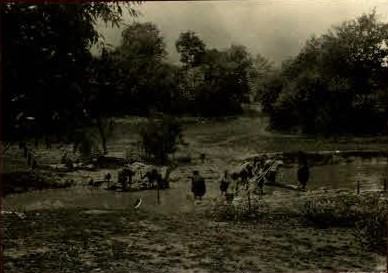
Праня мешканців Великого Полюхова 1914-1918р.р.

Село ділилося на свої райони, назви яких збереглися та дійшли до наших часів:
- Яців Кут — походить від однойменної назви односельця по жив на кінці села.
- Циганівка — назва пішла від того, що між Яцевим Кутом та Бузяками, ставали часто табором цигани у селі.
- Бузяки, починались від будинку Просвіти і тягнулись дальше в напрямку Вижнян до водоймищ.
- Ямиска — назва ця ведеться від великих ям, які були в межах села при в'їзді від сторони Вижнян, що утворювали водоймище в котрих селяни мили коней та корів.

Дійшла до наших днів ще одна місцева географічна назва — роздоріжжя на початку села зі сторони Вижнян — так звана «Дорога на вила»(роздоріжжя, яке дещо нагадувало вили). Яка вела на південь в напрямку до Курович, на захід до Вижнян, на південний схід, через село в напрямку до Косичі стара назва Альфредувка, на північ дорога йшла в напрямку Розворян та Глинян.

## Історія

### Давньоруський період
До середини XIV ст. Великий Полюхів — у складі Галицько-Волинських князівства.

### Польський період
У середині польської окупації входить до складу Королівства Польського (з 1434 року — в складі Руського воєводства).
На зламі XIV–XV ст. Великий Полюхів разом з навколишніми селами: Розворяни, Вижняни, Куровичі, Печеніги, Ганачівка, Солова становив один маєток, під назвою «Клюсівщина» і належав Янові Клусу з Вижнян (про це є згадка в документі львівського архієпископa РКЦ Якуба Стрепи від 25 серпня 1400 р.). Шляхом одруження найстаршої доньки Клеменса Клуса, Катерини маєток перейшов до родини Куропатницьких гербу Нечуя. По двох наступних поколіннях Куропатницьких маєток перейшов до родини Ґєдзіньських. Александер Домінік Ґєдзінський, син Зофії, до шлюбу Ґраб'янко, продав увесь маєток разом з Великим Полюховом 1716 р., Юзефові Ольшевському. Умова купна була підписана в Галичі, а його син Ґабріель продав в 1762 р. воєводі руському Августу Олександрові Чорторийському. Після смерті воєводи Великий Полюхів перейшов шляхом спадку до Ізабели Любомирської з Чарторийських. В заповіті вона передала села (разом з іншими добрами) своєму внукові Альфреду Потоцькому.. До початку другої світової війни Великий Полюхів належав до родини Потоцьких.
Пасовища та поля навколо Великого Полюхова, Глинян, Розворян були частим місцем зібрань коронного війська польського та посполитого рушення Руського воєводства перед походами, що для селян з навколишніх місцевостей було не стільки почесною справою, скільки обтяжливою місією.
В 1537 р., зібралося на навколишніх полях Великого Полюхова посполите рушення польської шляхти для походу на Волощину та підняли рокош проти короля польського і великого князя литовського Сигізмунда І Старого, знане під назвою Війна кокоша, оскільки зголоднілі бунтівники повибивали всіх курей в околицях. У результаті похід так і не відбувся, а шляхта роз'їхалась по домівках.
В 1621 р., на околичних полях зібралося посполите рушення скликане королем польським і великим князем литовським Сигізмундом ІІІ Вазою на війну з Османською імперією (1621—1629).
Через село проходили в 1648 р. козаки з Богданом Хмельницьким та татари на чолі з Тугай-Беєм котрі після облоги Львова дійшли аж до Замостя (Річ Посполита)
В році 1649 р., король Ян ІІ Казимир провів тут перегляд вцілілих своїх військ після Зборівської битви з козаками Богдана Хмельницького і татарами Іслям III Ґерай.
Восени 1673 р. вирушив з табору з близько 30 тисячним військом з околиць Великого Полюхова на Хотинську битву Великий гетьман коронний Ян III Собеський проти 35 тисячного війська Османської імперії під командуванням Хусейн-паши..
Під час Північної війни, 1706 р. орендатори панові Клічнери писали до пана Гєдзінського, власника Великого Полюхова та навколишніх сіл, скаргу на військо козацьке на чолі з гетьманом Іваном Мазепою, що стояло на полях Вижнян, Розворян та Великого Полюхова витоптали всі ярові хліба.

### Австрійський період

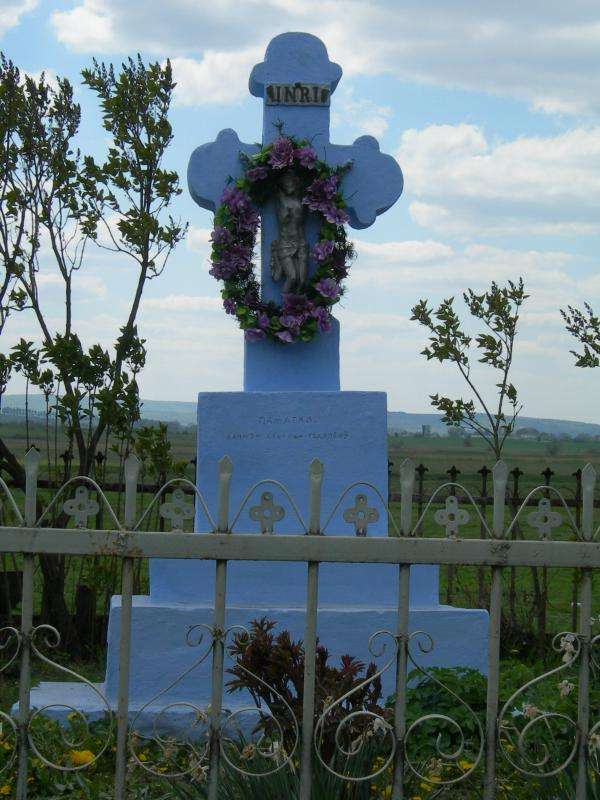
Хрест в Великому Полюхові, 1848 року як пам'ятка про скасування панщини в Австро-Угорській Імперії.

Після першого поділу Речі Посполитої поміж Прусією,Австрією та Росією у 1772 р., Великий Полюхів разом з усією Галичиною дістався під владу Австрії.
Наслідки буржуазно-демократичної революції 1848 р. в Галичині не залишили осторонь і Великого Полюхова.
16.04.1848 р., австрійський цісар Фердинанд І підписав патент (указ), котрим скасовував «всі панщинні роботи і підданські данини», а селянство отримувало землю на власність.
22(23) квітня 1848 р. у Великому Полюхові на Великдень, у церкві після Служби Божої було відчитано указ цісаря. Селяни, клянучись у вірності Габсбургам, з великим ентузіазмом вітали цей маніфест і на колінах верталися від церкви до своїх домівок. В пам'ять про цю подію громадою села, було встановлено в селі 1848 р., пам'ятний хрест, як історичний пам'ятник для прийдешніх поколінь, котрий зберігся і до наших днів та стоїть по серед села при дорозі.
20.06.1882 р., у Глинянах почала діяти іпотечна комісія, ціллю якої біло закладення книг іпотечних на землю для гміни Великий Полюхів. Всіх зацікавлених осіб, а також тих хто має права на землю, просили зголоситись та представити що до оборони своїх прав за стосовне.

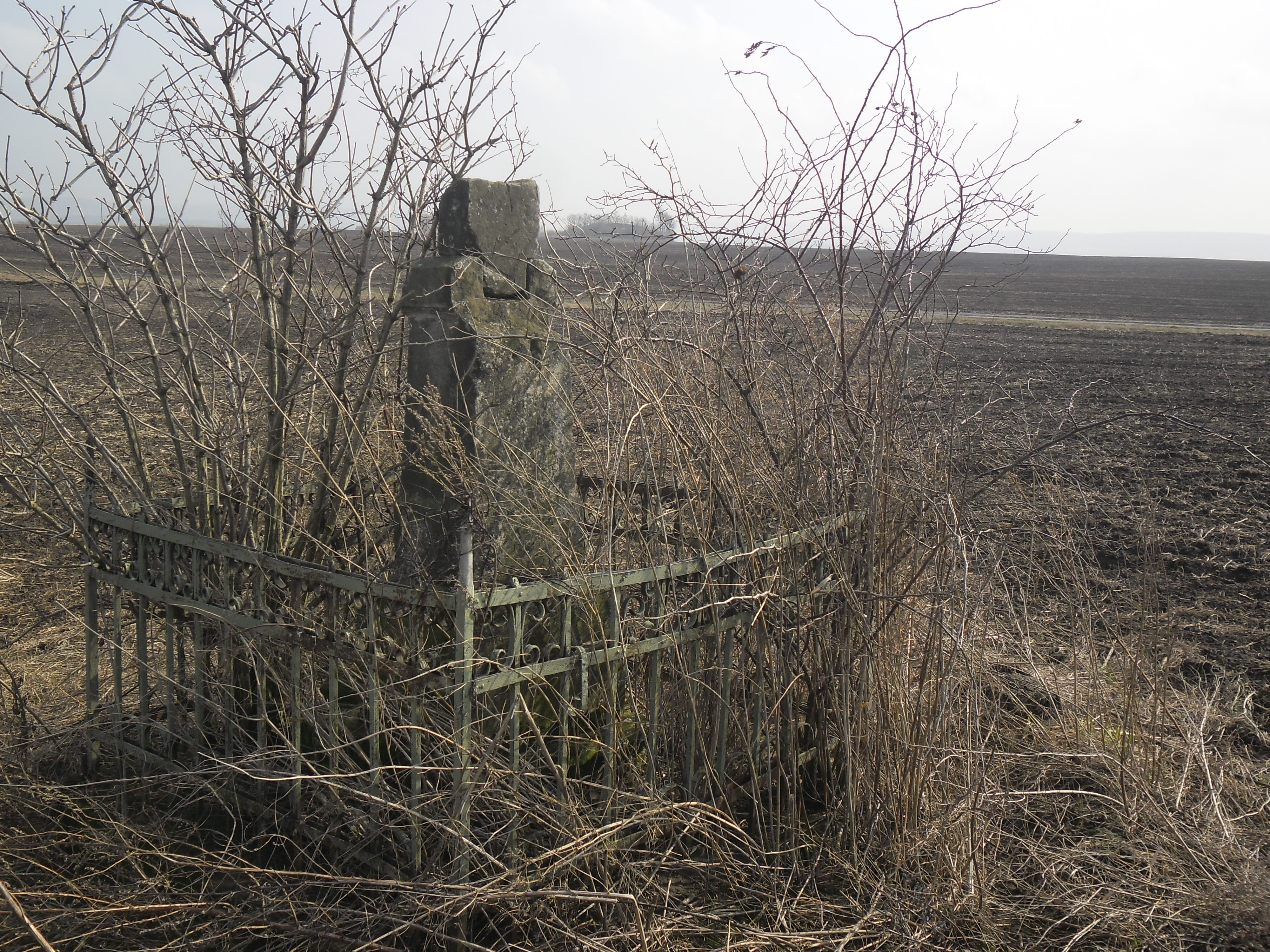
В.Полюхів. Хрест Д.Кутний з 1897.На задньому плані Сенаторська могила.

Поміщика в селі не було, жив тільки управитель на фільварку. При фільварку був великий фруктовий сад. У фільварковому господарстві розводили породистих коней на потреби війська та вирощували жито, картоплю, фураж для коней, коноплі для виробництва домотканого полотна. Фільварок був зруйнований 1939 р., як прийшли перші совєти, до наших днів дожило тільки кілька фруктових дерев з панського саду.
Фільварок стояв пів кілометра перед початком села біля перехрестя «Дороги на вили». Ця дорога була зазначена ще на радянських військових мапах і оминала все село поза церквою та цвинтарем і дальше бігла полем обік придорожнього хреста з 1897 р., якого поставив Дмитро Кутний і перетиналась вже за Сенаторською могилою з дорогою, що виходила з села в напрямку Розворян. Каміння, яким була викладена стара військова дорога, розібрали з часом на будівництво хат.
Тополі, що росли при дорозі — за переказом односельчан, посадили ще козаки Богдана Хмельницького, що проходили повз село в 1648 р., позрізали та пні повикорчовували наприкінці 90-х років ХХ ст.
Стоїть в селі іще один Хрест (православний) на подвір'ї за Яцевим Кутом. Колись це було кінець села і за звичаєм віруючи ставили при в'їзді та виїзді з містечок хрести, щоб вони берегли від всього злого і нечестивого односельчан. Правдоподібно цей хрест поставили ще під кінець XIX ст., (на переломі 1914—1915 р.).

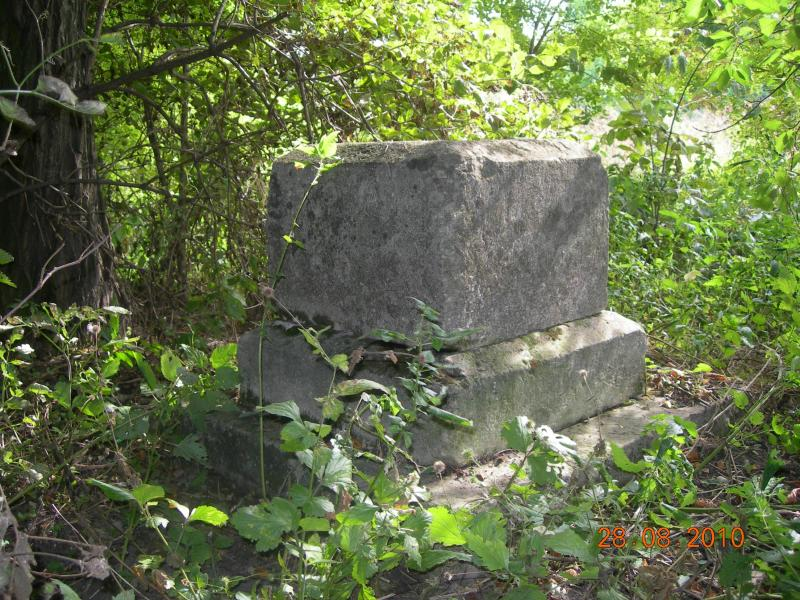
Підстава від хреста родини Кінашів під Сенаторською Могилою.

«Хрест Іваньків» при дорозі з Великого Полюхова до села Мазів. Цей хрест поставив Крохмальний І. Г. (1884-19.01.1946) в 1925 р.
Стояв колись хрест на полі між селом та Сенаторською могилою, який поставила родина Кінашів з Великого Полюхова. Колгоспним трактором затягнули, ще в радянські часи, велику підставу від хреста, щоб не заважала обробляти колгоспне поле і тепер стоїть вона в хащах у підніжжя цієї могили.

### Перша світова війна
06.08.1914 р., Австро-Угорщина оголосила війну Росії. У складі ІІ дивізіону 13 полку уланів цісарсько-королівської кавалерії Австро-Угорщини, що стаціонував в Золочеві, служив і брав участь в бойових діях уродженець Великого Полюхова І. Г. Крохмальний (1884-19.01.1946). Одним з його офіцерів був в 1915 р., Архікнязь Вільгельм Габсбурґ(Василь Вишиваний).
Австро-угорська адміністрація, звинувативши українців у зраді, розгорнула проти них масовий терор. Десятки тисяч депортованих з Галичини людей опинилися в концентраційних таборах Австро-Угорщини Талергоф та Німеччини.
Так в серпні 1914 р., був арештований жандармом Бережницким священик Великого Полюхова Насальський Іван Михайлович, р.н. 1885. В Перемишлянській тюрмі був засуджений до розстрілу, але врятувався втечею та сховався на Волині.

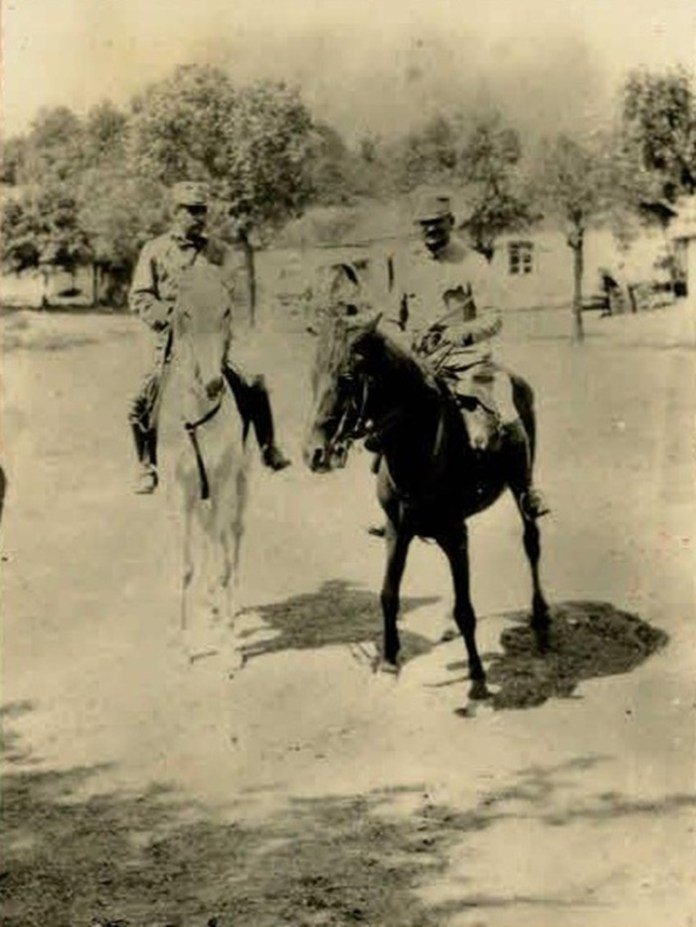
Капітан Прейде на коні,Великий Полюхів 1914-1918
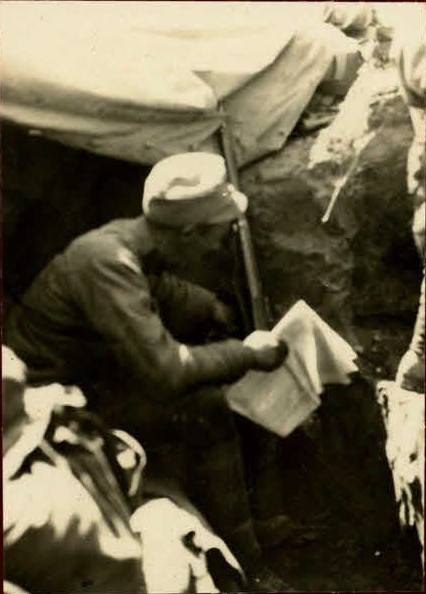
Солдат в окопі читає газету.Великий Полюхів 1914-1918
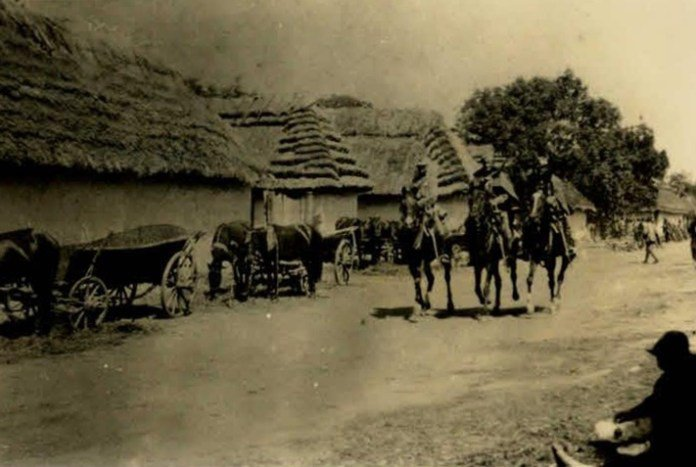
Військо в Великому Полюхові 1914-1918
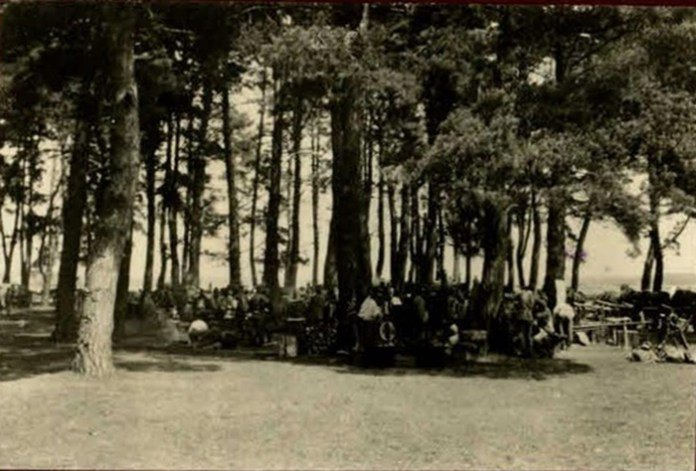
Військовий обід біля Великого Полюхова 1914-1918
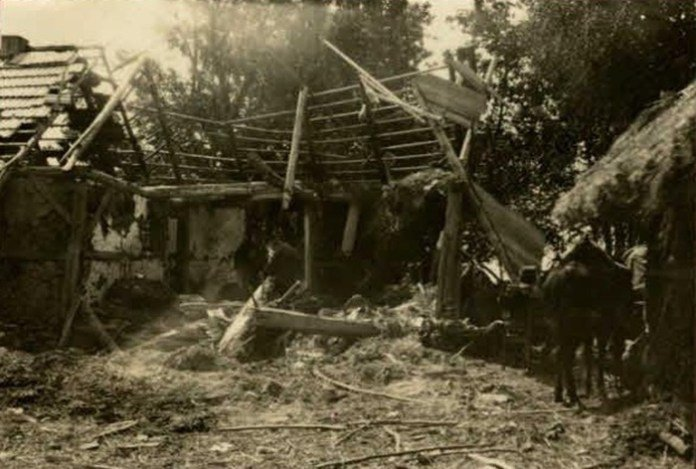
Зруйнована хата Великий Полюхів 1914-1918
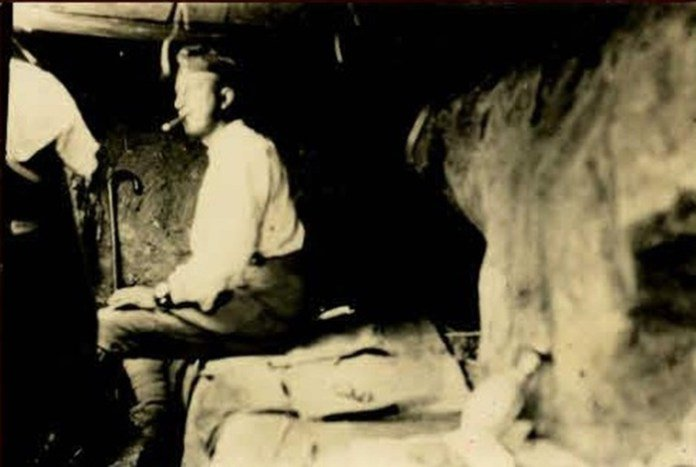
Капітан фон Каан в окопах.Великий Полюхів 1914-1918
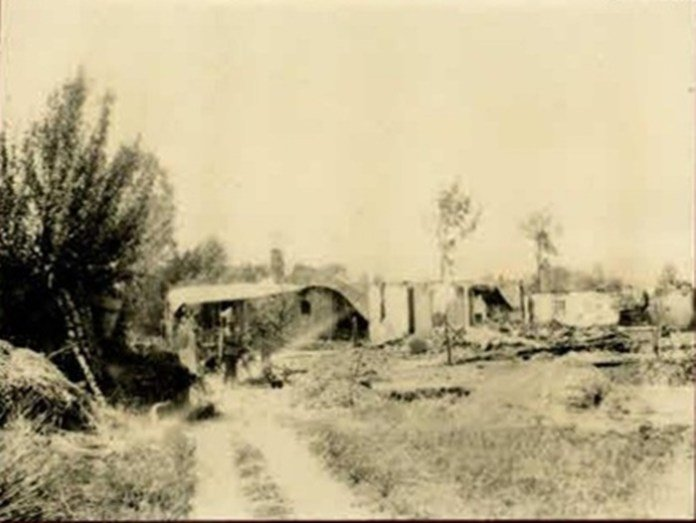
Обстріляне село Великий Полюхів 1916-1918
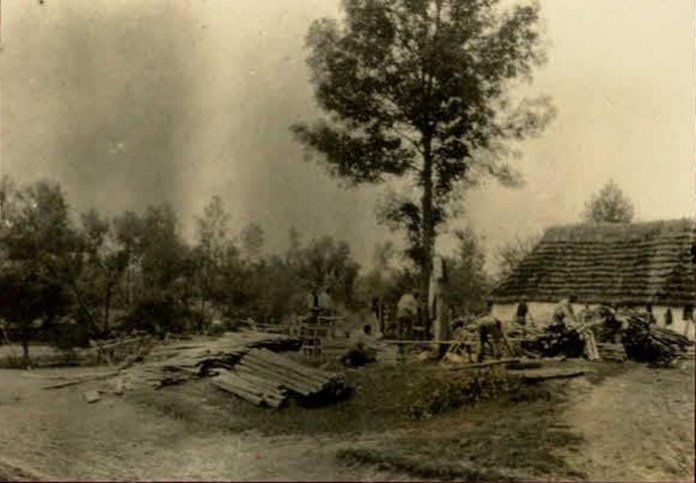
Тартак.Великий Полюхів 1914-1918

18.08-21.09.1914 р. російські війська Південно-Західного фронту завдали поразки австро-угорській армії у Галицькій битві, військові дії проходили повз село. Частина будинків полюхівців підпалено та зруйновано козаками російської армії, що наступали. Російські війська окупували Галичину.

### Українські Визвольні змагання
У ході воєнних операцій під час українсько-польської війни 1918—1919 років, з кінця грудня 1918 року, створювалася Українська Галицька армія, основою для формування якої став Легіон Українських Січових Стрільців. Група Схід зорганізована при команді УСС з осідком у Куровичах поповнювалася новобранцями з Перемишлянщини, Тернопільщини, Бережанщини й Золочівщини.
В її рядах воювали також полюхівці :
- Стрілець Кузьмів Гриць, 1898 р.н. Полюхів — служив з 1916 року в 1 полку УСС, 7 сотня, загинув в Чортківський офензиві в 1919 р., під Перемишлянами[12].
- Михайло Нич — січовий стрілець, в 1918 р., воював у 4-й Золочівський бригаді у складі УГА
- Бобчук Михайло — вояк УГА, нар. 1888 р., гр.кат., Полюхів Великий пов. Перемишляни, потрапив до польської неволі, утримувався в концтаборі для військовополонених в Пикуличах, Польща, де помер від тифу 03.09.1919, похований на українському військовому цвинтарі в Пикуличах, № 196[13]
- Білий Михайло-(по вуличному Петлюра)
- Бурак Павло
- Курейко Іван

В листопаді 1918 р., проти української влади у Львові підняли збройний заколот польські підпільні загони. В рядах цих загонів воював на відтінку IV Рясне в період 17-22.11.1918 р., купець з Великого Полюхова, сержант жандармерії Каннер Мошек (Kanner Mozes) р.н. 28.05.1876.
Під час польсько-більшовицької війни 1920 р., у Львівській операції 18.08.1920 р., на полях Великого Полюхова, Заставного, Задвірря відбулася 11 годинна битва між 26 дивізією піхоти польського війська та Першою кінною армією С. М. Будьонного, котрі наступали зі сторони Золочова на Львів.
Наслідком польсько-більшовицької війни 1920 р. Було підписання 18.03.1921 р. Ризького мирного договору за яким Великий Полюхів у складі західноукраїнських земель були окуповані Польською республікою, на цих теренах почалася створюватися польська адміністрація.
Розпорядженням Міністерства Внутрішніх Справ Польської республіки від дня 14.07.1934 р., про поділ Перемишлянського повіту в Тарнопольськім воєводстві на сільські гміни. Було проведено зміни в устрою самоврядування територіального, у наслідок якого дотичасові сільські гміни Великого Полюхова, разом з гмінами Якторів, Кривичі, Перегноїв, Розворяни, Словіта, Замостя та Женів увійшли до складу гміни Глиняни з розміщенням у Глинянах.

### Друга світова війна, сталінські репресії, «колективізація»
Під час Польського походу, впродовж 18-19.09.1939 р., війська Українського фронту 6 Червоної Армія під командуванням Тимошенко С. К. зайняли— Броди, Бібрку та пройшли Великий Полюхів, наступаючи зі сторони Тернополя на Львів.
Совєтськими солдатами які ввійшли до Великого Полюхова — були вершники 5 дивізії кавалерії.
За часів Польської влади на полях між Великим Полюховом та Косичах знаходився військовий аеродром, який використовувався і після 1939 р., Червоною Армією. Також між Великим Полюховом та Куровичами були військові склади. 22 червня 1941 року літаки німецького Люфтваффе розбомбили цей аеродром та військові склади. "На село не кинули ні однієї бомби, а всі — туди. Солдатів багато побили. Спочатку їх хоронили в Косичах, а потім в Куровичах в братській могилі, " — розповідає Іванна Косик.
22 червня 1941 року в результаті першого нальоту ж німецької авіації на аеродром було знищено 36 літаків полку. До кінця дня в складі полку залишилось лише 24 літаки І-15 біс та 3 літаки Іл-2. Худяков Микола Васильович
До початку 50-х років на цьому місці ще розміщувались казарми та склади, але вони не буди стратегічно важливим об'єктом в СРСР, тому на початку 50-х були розібрані. Наслідками такого базування в 80-х роках XX століття, весною в Великому Полюхові сталася трагедія, після орання полів двом малим полюхівцяв в руках вибухнули знайдені боєприпаси. Після цього випадку військові сапери вивезли з полів села кілька машин знайденої повоєнною амуніції.
30 червня 1941 р. Великий Полюхів, Золочів, Куровичі, Глиняни зайняли німецько-гітлерівські війська.
Починаючи з весни 1942 р., у Великому Полюхові, повстала група В.Дорожка, комуністичної та соціалістичної орієнтації. До групи входили колишні члени Комуністичної партії Західної України та прихильні до них селяни. На зустрічах вони обговорювали політичне становище в Західній Україні та готувались до організації підпільно-партизанської боротьби з гітлерівськими загарбниками.
04 травня 1944 р. у Великий Полюхів приїхала Кримінальна поліція Третього рейху зі списком людей, яких намагались арештувати та з планами де вони проживають. Одначе ці, яких мали арештувати, втекли. Проводили докладну ревізію сплати контингенту, забирали худобу та дещо з харчів. 5 травня 1944 р. німців зустрів кулями німців: двох убито, трьох поранено, двох узято в полон, а решта втекла.
25 травня 1944 р., німці провели безуспішно облаву в селах Великий Полюхів і Богданівка.
Дякуючи тому, що основні бойові дії по ліквідації радянськими військами Бродівського котла з німецькими військ розвивалися в напрямках : Миклашів, Верхня Білка та Вільшаниця, Перегноїв, Бортків — то Великий Полюхів не зазнав руйнувань та людських втрат. 18 липня 1944 р., Великий Полюхів був зайнятий вдруге військами Червоної Армії (Перший Український фронт, командувач — Маршал Радянського Союзу Конєв І. С.).
Відразу після захоплення Великого Полюхова до Червоної Армією були мобілізовані й відправлені на фронт усі чоловіки поборчого віку. Частина з яких загинула ж в перших боях на фронті, одиницям пощастило дожити до кінця війни, а навіть дехто дійшов до Берліна. Частина молоді, котра не хотіли йти до війська та переховувались, того кого було спіймано — направленні до тюрми в Глинянах на час проведення слідства та очікуючи на вирок, а по оголошенню вироку за ст. 58 КК УСРР та звинуваченню в шкідництві — відправляли їх на міднорудні та вугільні шахти до Караганди Казахстан.
У звіті референта СБ Золочівського окружного проводу ОУН повідомлялося, що "дня 1.ХІ.1944 р. зробили большевики облаву в Полюхові. Село обступили о год. 3-й вночі. Спалили одно господарство. Вбили одного чоловіка. Другого дня прибули знову коло 150 большевиків і поляків, села не обступали тільки оточили приходство, де в стодолі ночувало 3-є людей. У висліді: двох наших ранених втекло, а одного раненого кинули живим у вогонь. Цей один забив лейтенанта і бійця..
Зі спогадів місцевого підпільника з Полюхова: «облава вже підходила до завершення, але несподівано енкаведисти підтягнулись знов до стодоли й оточили її. Наперед туди підійшов офіцер із двома рядовими та влучна черга враз скосила їх наглу цікавість. Подальші заклики здаватись хлопці проігнорували. Командир групи вирішив, що треба стрілятися і вже засунув дуло пістоля до рота, на що один с повстанців зауважив, мовляв, чекай, це щось заживо. Тоді було вирішено пробиватись боєм. Крізь шпарини стодоли в саду виднілися залеглі енкаведисти. Та нараз двері відчинились і перші вибухлі гранати посіяли серед них паніку, а згусле повітря дало змогу зручному маневру. Повстанцям вдалось трохи відступити. Один із них утік полем до Заставного, де його заховали місцеві селяни, інший ранений, теж заховався десь на обійстю таки в Полюхові, а старший групи, котрий був озброєний ручним скорострілом, прикривав відступ хлопців до останнього, аж поки ворожа куля не змусила його затихнути. Тіло ж героя енкаведисти кинули у палаючу стодолу. Згодом селяни поховали його останки на місцевому цвинтарі.»
Трійка повстанців була родом із Задвір'я, йшла рейдом з Гологорівських лісів, з Трудовача.
11.ХІ.1944 р. Всіх поляків, членів «істрибітєльного загону» в Поморянах, роззброєно і кудись вислано. Оголосили набір українців до «істребітєльного загону», до якого з Полюхова пішло 20 людей, з Первині — оден, з Унтервальду — 1, і з Альфредівки — 7.
Совєти відразу назначили Головою сільради Великого Полюхова Гната Крохмального.
По обидвох сторонах фронту воювали колишні сусіди. З перших днів створення УПА 1942 р., у її ряди вступили односельчани :
1. Гладиш Михайло , псевдо «Сокіл». Був арештований та засуджений НКВС у січні 1945 року під час облави в селі Богданівка.
2. Гладиш Василь Тимофійович, повстанець; арештований вересень 1945 року.
3. Жукевич Степан Іванович
4. Сахман Богдан Семенович, повстанець; арештований 21.08.1945 року.
5. Пастернак Михайло Миколайович, 1924 р.н., повстанець, ройовий, загинув 03.05.1945 р. в с. В.Полюхів.
6. Пастернак Степан Миколайович, повстанець, псевдо «Іскра».
7. Крохмальний Володимир Михайлович
8. Крохмальний Богдан

На фронтах Другої світової війни у військах Червоної Армії воювало 23 жителів Великого Полюхова, 17 з них не вернулося з війни. Прізвища загиблих односельчан викарбувані на плиті пам'ятника що стоїть в селі Заставне:
1. Бандровський Григорій Андрійович солдат (рядовий), 01.01.1911 р.н. Великий Полюхів потрапив у полон 23.06.1941 р. біля селища Магерів, Жовківський район, Львівська область, табірний номер 1792 — загинув 01.10.1942 в таборі для військовополонених Шталаг VIII E (308) в Луккенвальде, Німеччина[20]
2. Бурак Михайло Михайлович.Пам'ятник загиблим селянам в роки другої світової війни з В.Полюхова, Вижнян, Розворян, Заставне.

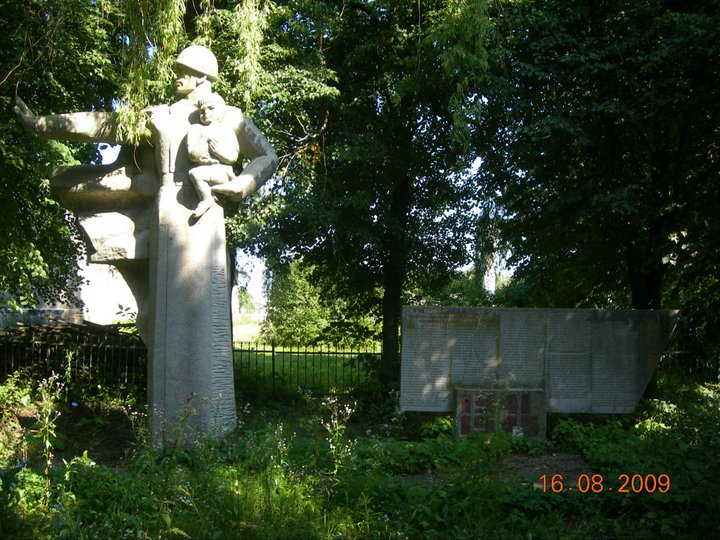
Пам'ятник загиблим селянам в роки другої світової війни з В.Полюхова, Вижнян, Розворян, Заставне.

3. Вуєк Микола Андрійович, мобілізований до ЧА 1944 р.
4. Гладиш Володимир Ількович, мобілізований до ЧА 1940 р.
5. Кінаш Павло Семенович.
6. Кінаш Василь Іванович.
7. Кінаш Володимир Семенович.
8. Крохмальний Дмитро Іванович. Загинув червень 1941.
9. Крохмальний Теодор Якович.
10. Ожирко Іван Прокопович.
11. Пастернак Василь Васильович.
12. Пастернак Іван Михайлович.
13. Пастернак Іван Федорович, кулеметник, мобілізований до ЧА 1940 р.
14. Рибак Василь Федорович.
15. Сеник Василь Васильович.
16. Чопойдало Іван Микитович. Загинув в Польщі.
17. Щелков Петро Іванович.

Що якісь час війська НКВС-МВС навідувалися з облавами до Великого Полюхова.
Так, 15 лютого 1945 року в Великому Полюхові, у хаті Пастернак Андрія Васильовича зав'язався нерівний бій між повстанцями та відділом НКВД.
21 квітня 1945 р., більшовики зробили облаву на с. Великий Полюхів, не зловили нікого, у тому ж селі знищено донощика НКВС.
3 травня 1945 р., відбулось зіткнення УПА-Захід із НКВС у Великому Полюхові, розпочався нерівний бій. Ройовий УПА Пастернак Михайло Миколайович, 1924 р.н., відстрілювався з кулемета на Сенаторський могилі. Стрибки, важко пораненого повстанця прив'язали до коня і тягли крізь усе село. Тіло його лишили біля будинку сільради.
18 грудня 1945 р. до с. Полюхів Великий приїхало 20 більшовиків на облаву, довідавшись, що в селі є районова боївка УПА, більшовики відступили.
Як би доля далеко не порозкидала полюхівців по Україні, на всіх чекали репресії тоталітарного режиму.
Так в Києві був засуджений Трійкою Київського облуправління НКВС УРСР за протоколом № 229 28.04.1938 р. Розстріляний у м. Києві 07.06.1938 р. (ф.5, спр. 911, арк. 170) Кінаш Семен Іванович р.н. 1895, с. Полюхів-Великий, Перемишлянського повіту, Галичина.
А в Сумах був заарештований 20.01.1938 р., та звинувачений за ст. 54-6 ч.1 КК УСРР в шпигунстві та розголошення державної таємниці уродженець с. Великий Полюхів, бухгалтер-ревізор Сумторгу — Цибрівський Максим Васильович р.н. 1900. Військовою прокуратурою Харківського ВО 29.07.1939 справа була закрита.
Провідницю районного Українського Червоного Хреста Марія Михайлівну Нич, псевдо «Круча», а пізніше «Аріяда»(родом з села Великий Полюхів Львівської області), арештовують 5.12.1945 р., і засуджують на 10 років ув'язнення за зв'язки з ОУН-УПА. Покарання відбувала в таборах Норильська. Була однією з провідниць Норильського повстання р.
1946 р. під час «зимової блокади» в більшості сіл були введенні винищувальні гарнізони НКВС (в народі— «стрибки»), для боротьби проти українського підпілля. Найближче село в якому стаціонував гарнізон НКВС — були Розворяни. В КПЗ Розворян без підстав та дозволу прокурора утримувались від 15 до 20 діб та були звірсько катовані начальником відділення ББ Глинянського РО НКВС лейтенантом Матюхіним мешканки Великого Полюхова: Пастернак Ольга Михайлівна, 1927 р.н., Костів Марія Юрьєвна, 1929 р.н. (Виписка зі спецповідомлення заступника прокурора Львівської області Коваленка про факти порушень законності співробітниками НКВС. 20.03.1946 року).
В 1946 р., під кінець літа, за намовою односельчан, стрибки провели облаву в Великому Полюхові та спіймали 16-річного Богдана Нич, що тоді пас худобу. При спробі втекти — був застрілений стрибками. Поховали його на старому єврейському цвинтарі у Глинянах. Про місце люди сказали сестрам покійного — Ірині й Олені. Вони вночі відкопали брата. Загорнули в простирадло і так несли майже 8 кілометрів до рідного села Великого Полюхова. Напередодні там хтось помер. На цвинтарі вже була яма. Свого брата поклали туди. Для того покійника викопали іншу могилу. Потім хтось доніс. Голову сільради тягали за те, що не припильнував.
При підозрі у допомозі, співчуванню повстанцям чи ворожому ставленню до радянської влади в перші після воєнні роки було репресовано, вислано до таборів на Сибір чи на шахти Казахстану полюхівців:
1. БІЛА Катерина Петрівна, 1901, с. Великий Полюхів, українка, освіта початкова, селянка. 25.03.1950 виселена за співпрацю з ОУН і УПА у Зирянський р-н, Томська обл. Звільнена 29.06.1958. Реабіліт. ЗУ від 17.04.1991. АГУМВСУЛО, Р-19292.
2. БІЛА Стефанія Іванівна, 1925, с. Великий Полюхів, українка, освіта початкова, селянка. 21.10.1947 виселена як член сім’ї учасника підпілля УПА у м.Кисельовськ, Кемеровська обл.Звільнена 6.07.1956. Реабіліт. ЗУ від 17.04.1991. АГУМВСУЛО, Р-23652.
3. БІЛИЙ Василь Трохимович, 1901, с. Великий Полюхів, українець, освіта початкова,селянин. 25.03.1950 виселений за співпрацю з ОУН і УПА у Зирянський р-н, Томська обл. Звільнений 29.06.1958. Реабіліт. ЗУ від 17.04.1991. АГУМВСУЛО, Р-19292.
4. БІЛИЙ Іван Михайлович, 1923, с. Великий Полюхів, українець, освіта початкова,селянин. Відбував покарання в Степлаг (Степовий табір), Особлаг (Особливий табір) № 4 — табір для політичних в'язнів у системі ГУЛАГ.
5. БІЛИЙ Степан Васильович, 1930, с. Великий Полюхів, українець, освіта початкова,селянин. 25.03.1950 виселений за співпрацю з ОУН і УПА у Зирянський р-н, Томська обл. Звільнений 29.06.1958. Реабіліт. ЗУ від 17.04.1991. АГУМВСУЛО, Р-19292.
6. БОРТМАН Михайло Йосипович, 1922,с. Великий Полюхів, українець, освіта початкова, селянин. 21.10.1947 виселений як член сім’ї учасника підпілля УПА у м. Копейськ,Челябінська обл. Звільнений 6.08.1953. Реабіліт. ЗУ від 17.04.1991. АГУМВСУЛО, Р-24837.
7. БУРАК Павло Пилипович, 1906, с. Великий Полюхів, українець, освіта початкова,селянин (кравець). 28.11.1945 заарештований Глинянським РВ НКВС за антирадянську діяльність (ст. 54-1а КК УРСР). 19.04.1949 ВТ військ МВС засуджений на 25 р. ВТТ з обмеженням у правах на 5 р. (ст. 54-1а КК УРСР); Амурський ВТТ, м. Комсомольськ-на-Амурі, Хабаровський край. Звільнений у 1955 р. з табору і направлений на спецпоселення. Реабіліт. Львів. обл. прок.25.11.1992. АУСБУЛО, П-27578.
8. Бурак Іван Павлович, нар.25.08.1928 р (заарештований-1948 р.,звільнений-1955 р.)Учасник Кенгірського повстання[26]
9. ВАСИЛЬКІВ Микола Іванович, 1907,с. Великий Полюхів, українець, освіта початкова,селянин. У 1946 р. заарештований Золочівським РВ МВС за антирадянську діяльність (ст. 541а,54-11 КК УРСР). 4.12.1946 ОН при МДБ засуджений на 10 р. ВТТ з обмеженням у правах на 5 р.; Річковий ВТТ, м. Воркута, Комі АРСР. Звільнений 17.09.1954 з табору і залишений на спецпоселення. Звільнений 7.05.1956. Реабіліт.ЗУ від 17.04.1991. АГУМВСУЛО, Р-25234.
10. ГЛАДИШ Василь Тимофійович, 1927,с. Великий Полюхів, українець, освіта початкова, селянин. Учасник підпілля УПА, зв’язковий (псевдо «Бистрий»). 29.10.1945 заарештований Глинянським РВ НКВС (ст. 54-1а, 54-11 КК УРСР). 12.06.1946 ВТ військ МВС засуджений на 10 р. ВТТ з обмеженням у правах на 5 р.Звільнений 4.10.1953 з табору і направлений на спецпоселення у Магаданську обл. Звільнений у 1956 р. Реабіліт. Львів. обл. прок. 13.03.1995. АУСБУЛО, П-35349.
11. ГЛАДИШ Марія Андріївна, 1894, с. Великий Полюхів, українка, неписьменна, селянка.21.10.1947 виселена як член сім’ї учасника підпілля УПА у м.Кисельовськ, Кемеровська обл.Звільнена 11.08.1956. Реабіліт. ЗУ від 17.04.1991.АГУМВСУЛО, Р-31184.
12. ГЛАДИШ Михайло Григорович, 1914,с. Великий Полюхів, українець, освіта початкова,селянин. Учасник підпілля УПА. 7.01.1945 заарештований Красненським РВ НКДБ (ст. 541а,54-11 КК УРСР). 27.06.1945 ВТ Львівського ВО засуджений на 10 р. ВТТ з обмеженням у правах на 5 р.; Красноярський ВТТ, ст. Решоти, Красноярський край. Звільнений 12.08.1954 з табору і залишений на спецпоселення. Звільнений 10.04.1956. Реабіліт. Львів. обл. прок. 4.06.1993. АУСБУЛО, П-29832.
13. ЖУКЕВИЧ Іван Васильович, 1899, с. Великий Полюхів, українець, освіта початкова, селянин. 27.09.1949 виселений за співпрацю з ОУН і УПА в Амурську обл. Звільнений 16.07.1958. Реабіліт. ЗУ від 17.04.1991. АГУМВСУЛО,Р-14441.
14. ЖУКЕВИЧ Пелагія Іванівна, 1899, с. Великий Полюхів, українка, освіта початкова, селянка. 27.09.1949 виселена за співпрацю з ОУН і УПА в Амурську обл. Звільнена 16.07.1958. Реабіліт. ЗУ від 17.04.1991. АГУМВСУЛО, Р-14441.
15. ЖУКЕВИЧ Степан Іванович, 1925, с. Великий Полюхів, українець, освіта початкова, селянин. 27.09.1949 виселений за співпрацю з ОУН і УПА в Амурську обл. Звільнений 16.07.1958.Реабіліт. ЗУ від 17.04.1991. АГУМВСУЛО,Р-14441.
16. ІВАНИК Богдан Іванович, 1928, с. Великий Полюхів, українець, освіта неповна середня,селянин. 9.02.1946 заарештований УНКДБ у Львівській обл. за співпрацю з ОУН і УПА (ст.20, 54-1а; 54-11 КК УРСР). 18.11.1946 ОН при МДБ засуджений на 10 р. ВТТ з обмеженням у правах на 5 р.; Дубравний ВТТ, ст. Потьма, Мордовська АРСР. Звільнений 8.07.1954 з табору і направлений на спецпоселення. Звільнений у 1956 р. Реабіліт. ЗУ від 17.04.1991. АУСБУЛО,П-27151.
17. КІНАШ Марія Степанівна, 1932, с.Великий Полюхів, українка, освіта початкова, селянка. 27.09.1949 виселена за співпрацю з ОУН і УПА в Амурську обл. Звільнена 25.01.1956. Реабіліт. ЗУ від 17.04.1991. АГУМВСУЛО, Р-25010.
18. КІНАШ Степан Ілліч, 1899, с. Великий Полюхів, українець, освіта початкова, селянин.27.09.1949 виселений за співпрацю з ОУН і УПА в Амурську обл. 29.11.1957 втік зі спецпоселення. 1.02.1958 заарештований Глинянським РВ МВС (ст. 78 ч. 2 КК УРСР). 24.03.1958 народним судом Глинянського р-ну засуджений на 2 р.ВТТ з обмеженням у правах на 3 р. Даних про подальшу долю нема.Реабіліт. ЗУ від 17.04.1991.АГУМВСУЛО, Р-25010.
19. КІНАШ Стефанія Степанівна, 1926, с. Великий Полюхів, українка, освіта початкова, селянка. 27.09.1949 виселена за співпрацю з ОУН і УПА в Амурську обл. Звільнена 25.01.1956. Реабіліт. ЗУ від 17.04.1991. АГУМВСУЛО, Р-25010.
20. НИЧ Богдан Михайлович, 1929, с. Великий Полюхів, українець, освіта початкова, селянин. 25.12.1946 підлягав виселенню як член сім’ї учасника підпілля УПА у Кокчетавську обл., Казахська РСР. Утік з-під варти. Загинув у 1948 р. під час чекістсько-військової операції. Реабіліт. ЗУ від 17.04.1991. АГУМВСУЛО,Р-19282.
21. НИЧ Ганна Іванівна, 1899, с. Великий Полюхів, українка, освіта початкова, селянка.25.12.1946 виселена як член сім’ї учасника підпілля УПА у Кокчетавську обл., Казахська РСР. У жовтні 1947 р. втекла зі спецпоселення. 7.03.1948 заарештована Глинянським РВ МВС (ст. 78 ч. 3 КК УРСР). 27.10.1948 ОН при МДБ засуджена на 5 р. ВТТ з обмеженням у правах на 3 р.; ВТТ:Луганська обл. Звільнена з табору і направлена на спецпоселення. Звільнена 18.03.1960. Реабіліт.ЗУ від 17.04.1991. АГУМВСУЛО, Р-19282.
22. НИЧ Ірина Михайлівна, 1928, с. Великий Полюхів, українка, освіта початкова, селянка. 25.12.1946 виселена як член сім’ї учасника підпілля УПА у Кокчетавську обл., Казахська РСР. У жовтні 1947 р. втекла зі спецпоселення. 12.09.1949 заарештована Глинянським РВ МВС (ст. 78 ч. 3 КК УРСР). 9.12.1949 ОН при МДБ засуджена на 5 р. ВТТ з обмеженням у правах на 3 р. Звільнена з табору і направлена на спецпоселення. Звільнена 10.07.1957. Реабіліт. ЗУ від 17.04.1991. АГУМВСУЛО, Р-19282.
23. НИЧ Марія Михайлівна, 1928, с. Великий Полюхів, українка, освіта неповна середня, селянка. Учасник підпілля УПА, керівник курсів санітарок (псевдо «Круча», «Зірка»). 7.12.1945 заарештована Глинянським РВ НКДБ (ст. 541а, 54-11 КК УРСР). 25.07.1946 ОН при МДБ засуджена на 10 р. ВТТ з обмеженням у правах на 3 р.; Дубравний ВТТ, ст. Потьма, Мордовська АРСР. Звільнена 29.02.1956 з табору і направлена на спецпоселення. Реабіліт. Львів. обл. прок.8.09.1992. АУСБУЛО, П-26141.
24. НИЧ Михайло Михайлович, 1921, с. Великий Полюхів, українець, освіта початкова,селянин. Учасник підпілля УПА. 26.12.1945 ВТ військ НКВС засуджений на 10 р. ВТТ з обмеженням у правах на 5 р. (ст. 54-1а КК УРСР); Мінеральний ВТТ, ст. Інта, Комі АРСР.Звільнений 12.08.1954 з табору і залишений на спецпоселення. Звільнений 25.11.1955. Реабіліт. ЗУ від 17.04.1991.АГУМВСУЛО, Р-26580.
25. НИЧ Михайло Пилипович, 1898, с. Великий Полюхів, українець, освіта початкова, селянин. 25.12.1946 виселений як член сім’ї учасника підпілля УПА у Кокчетавську обл.,Казахська РСР. Звільнений 31.03.1960. Реабіліт.ЗУ від 17.04.1991. АГУМВСУЛО, Р-19282.
26. НИЧ Олена Михайлівна, 1924, с. Великий Полюхів, українка, освіта початкова, селянка.29.05.1948 виселена як член сім’ї учасника підпілля УПА у Кокчетавську обл., Казахська РСР.Звільнена 12.03.1960. Реабіліт. ЗУ від 17.04.1991.АГУМВСУЛО, Р-19282.
27. ПАСТЕРНАК Анастасія Степанівна,1898, с. Великий Полюхів, українка, освіта початкова, селянка. 21.10.1947 виселена як член сім’ї учасника підпілля УПА у м. Кисельовськ,Кемеровська обл. 5.12.1947 втекла зі спецпоселення. 20.04.1948 заарештована Глинянським РВ МВС (ст. 78 ч. 3 КК УРСР) і етапована на попереднє місце спецпоселення. 28.06.1949 втекла зі спецпоселення вдруге. 20.09.1949 затримана вдруге (ст. 82 ч. 2 КК РРФСР) і етапована на попереднє місце спецпоселення. Звільнена 2.03.1960. Реабіліт. ЗУ від 17.04.1991.АГУМВСУЛО, Р-18514.
28. ПАСТЕРНАК Василь Олексійович, 1931,с. Великий Полюхів, українець, освіта початкова, селянин. 27.09.1949 виселений як член сім’ї учасника підпілля УПА у Джелтулацький р-н,Амурська обл. Звільнений 24.06.1956. Реабіліт. ЗУ від 17.04.1991. АГУМВСУЛО, Р-30330.
29. ПАСТЕРНАК Григорій Степанович,1948, с. Великий Полюхів, українець. 8.09.1949 виселений як член сім’ї учасника підпілля УПА у м. Кисельовськ, Кемеровська обл.Звільнений 2.03.1960. Реабіліт. ЗУ від 17.04.1991.АГУМВСУЛО, Р-18514.
30. ПАСТЕРНАК Іван Олексійович, 1920,с. Великий Полюхів, українець, освіта початкова, селянин (кравець, столяр). Учасник підпілля УПА (псевдо «Байда»). 24.08.1946 заарештований УМДБ у Львівській обл. (ст. 54-1а, 54-11 КК УРСР). 4.10.1946 ВТ військ МВС засуджений на 10 р. ВТТ з обмеженням у правах на 3 р.; Степовий ВТТ, ст. Джезказган, Казахська РСР.Звільнений 4.02.1955 з табору і направлений на спецпоселення у Джелтулацький р-н, Амурська обл. Звільнений 29.04.1956. Реабіліт. ЗУ від 17.04.1991. АГУМВСУЛО, Р-30330.
31. ПАСТЕРНАК Катерина Миколаївна, 1894,с. Великий Полюхів, українка, освіта початкова, селянка. 27.09.1949 виселена як член сім’ї учасника підпілля УПА у Джелтулацький р-н,Амурська обл. Звільнена 24.06.1956. Реабіліт. ЗУ від 17.04.1991. АГУМВСУЛО, Р-30330.
32. ПАСТЕРНАК Марія Миколаївна, 1926,с. Великий Полюхів, українка, освіта початкова, селянка. 8.09.1949 виселена як член сім’ї учасника підпілля УПА у м. Кисельовськ,Кемеровська обл. Звільнена 2.03.1960. Реабіліт.ЗУ від 17.04.1991. АГУМВСУЛО, Р-18514.
33. ПАСТЕРНАК Олексій Іванович, 1899,с. Великий Полюхів, українець, освіта початкова, селянин. 27.09.1949 виселений як член сім’ї учасника підпілля УПА у Джелтулацький р-н,Амурська обл. Звільнений 24.06.1956. Реабіліт.ЗУ від 17.04.1991. АГУМВСУЛО, Р-30330.
34. ПАСТЕРНАК Степан Миколайович, 1921,с. Великий Полюхів, українець, освіта початкова, селянин. 7.09.1949 виселений як член сім’ї учасника підпілля УПА у м. Кисельовськ,Кемеровська обл. Звільнений 2.03.1960. Реабіліт.ЗУ від 17.04.1991. АГУМВСУЛО, Р-18514.
35. РИБАК Василь Федорович, 1912, с. Великий Полюхів, українець, освіта початкова,селянин. Учасник Другої світової війни у рядах РСЧА. 12.10.1944 заарештований ВКР «Смерш» 302-ї СТКД за антирадянську діяльність (ст. 16,58-1б; 58-11 КК РРФСР). 11.11.1944 ВТ 60-ї армії засуджений на 10 р. ВТТ з обмеженням у правах на 5 р. Даних про подальшу долю нема. Реабіліт.Львів. обл. прок. 25.11.1996. АУСБУЛО, П-39689.[27]
36. Крохмальний Іван, нар.1927 р.(заарештований — 1945 р.,працював на шахтах Караганди, звільнений — 1947 р.)
37. Жукевич Василь
38. Микола Дикий, нар. 1927 р.
39. Ожирко Степан (працював на шахтах Караганди)
40. Вуєк Михайло

В доповідній записці від 06.02.1946 р. секретаря Львівського обкому КП(б)У Грушецького І. С. до секретаря ЦК КП(б)У Хрущова М. С. про затвердження матеріалів на виселення родин учасників визвольних змагань вказані родини з Великого Полюхова, котрих мали вивезти на Сибір та Казахстан загалом:
3 сім'ї, кількістю 8 чоловік.
Родини примусово вивезли з села на Сибір та до Казахстану: Пастернак, Нич, Білий.
У звіті референта СБ Золочівського окружного проводу ОУН повідомлялося, що «5.01.1947 р. Полюхові Великому зістав вбитий організатор комсомолу (місцевий), явний вислужник НКВД. Володимир Крохмальний.
Впродовж місяця квітня 1947 року стягали більшовики останки держзакупки. У замкнених хатах розбивали двері (в с. Полюхів розбито двері в 10 хатах), у с. Вижняни забрали в господаря ячмінь з яким він їхав в поле сіяти.
18.IV.1947 р. в с. В. Полюхів арештували більшовики одного громадянина, закидаючи йому зв'язок з УПА. Як причину арешту подавали його дезертирство з праці у Львові.
18.VII.1947 р. в с. В. Полюхів арештували більшовики двох селян, рідних родини, що її вивезли з цього села 1.VII.1947 р. на Сибір. Арештованих забрали в район.
У селах Станимир, Туркотин, Солова, Погорільці, Лагодів, Підгайчики, Ханачів, Великий Полюхів та Задвір'я постійно квартирує від 8—15 більшовиків. Заняттям їхнім є щонічні застави, підслухи попід селянські хати та ревізії.
13.ІХ.1947 р. на шосе В. Полюхів-Глиняни переїжджали поруч, ніччю, два авта. З одного з них посипались постріли, авта зупинились та почалась стрілянина, якій час-від-часу присвічували вистрілені ракети. Деколи було чути крик та зойки поранених. По якомусь часі одно з авт рушило з місця і поїхало в сторону Глинян, а друге, постоявши трохи на місці, подалось в сторону Полюхова. По якомусь часі на місце стрілянини приїхало з Полюхова авто з більшовиками, які випустили білу ракету та почали обстрілювати ліс недалеко Глинян, як рівно ж туди були напрямлені кулеметні стріли з Глинян. З ліса було чути відстрілювання та час-від-часу можна було побачити кидані різнокольорові ракети. Ця перестрілка тривала майже годину.
Від грудня 1947 р. до квітня 1948 р. в селах Полюхів Великий, Розворяни, Заставне панував тиф.
В цей період по селам активно роз'їжджали агітаційні групи, що показували радянські кінострічки. Такій агітаційній групі 10.І.1948 р. в с. Полюхів Великий було знищено кіноапарат.
З початком травня 1948 р. оголошено про випуск державної позики: „Третий випуск державної позики, на відбудову народного господарства“. До збирання позики були заангажовані гарнізони, дільничні з боївками та стрибки. Звичайно робили мітинг, а що селяни не йшли, то розходилися по селі і по чотири (один партієць та 3 бійці охорони) йшли хата від хати, селяни замикають двері і тікають з дому, тоді всюди починають ходити ніччю. Зловивши селянина, кажуть йому підписати певну квоту (звичайно від 100—700 крб.), коли він викручується, або не має з чого, то його питають де твій син, хто до тебе заходить, перевіряють квіти здачі контингенту, молока, м'яса, податків навіть за попередні роки тощо В цей спосіб, застрашивши господаря, змушують його підписати позику.
В с. Полюхів Великий голова району Філіпенко побив селянина Жукевич Дмитра, за те, що він не хотів підписати позики; в цьому ж селі Філіпенко побив кілька жінок за це саме, а після загнав їх до пивниці, де під вартою міліціонера, держав цілу ніч. Ранком змушував їх знову підписатися, однак вони не підписалися і коло полудня їх випустив.
12.05.1948 р. в с. Полюхів Великий МВД арештувало Костів Марію за це, що коли її уповноважений по саджанню цукрового буряка казав садити буряки та дав насіння, вона сказала, що не буде садити, а коли цей насильно лишив її насіння ця жінка насіння порозсипала по подвір'ю, тоді цей зголосив голові району Філіпенкові, Філіпенко прислав двох МВД-истів, які арештували цю жінку та припровадили до сільради, де її Філіпенко запитав чому вона не садить буряків, жінка сказала, що не буде садити, бо не має на полі кому працювати, тоді Філіпенко почав сварити на неї, однак вона не погодилася. Після цього її випустили. В цьому ж селі Філіпенко побив 3 жінки за це, що не хотіли садити буряків.
До кінця липня 1948 р. Село Полюхів, район Глиняни, яке має 500 га землі ораної, […] і здало для держави […] ц збіжжя; 120 ц сіна; 130 ц городини; 800 ц бараболі; та […]ь ц м'яса; позики мало здати 80-ть тисяч крб.; ґрунтового подат[ку …]00 тисяч».
З хати родини Пастернаків, що стояла при дорозі яка повертає в напрямку Розворян, зробили колгоспну кузню. Родину Пастернак, які проживали в ній висилили на Сибір ще в 1946 р. Кузня проіснувала до кінця 80-х роках XX ст., а потім будинок розібрали.
В 1949 р., був організований в Великому Полюхові колгосп ім. Будьонного С. М.
19.04.1949 р., у селі був вбитий бригадир колгоспу Цибрівській.
25.07.1949 р. між селами Великий Полюхів і Косичі, загинув керівник Глинянського районного проводу ОУН (літо 1946 — 07.1949) «Грабовий», потрапивши до засідки оперативної групи МДБ.
Підпільна станиця ОУН існувала в Великому Полюхові від 1939 по 1949 рік. Протягом цих років її діяльністю керувало чотири станичних провідників: один загинув, двоє засуджені й один зголосився із повинною. Паралельно діяла жіноча сітка ОУН, серед найбільш поставлених функціонерів котрої була Марія Нич — політв'язень та одна із організаторів Норильського повстання.
Перші кілька років колгоспникам платили по 5 копійок за трудодень, при чому кожна праця в колгоспі оцінювалась по-різному. Також кожен двір мав що місяця здати державі копу яєць (60 штук) і багато молока. Хто не міг молока здати, мусив віддавати грошима. Заробити не було де, бо селяни не мали паспортів.
Після хрущовської відлиги та п'ятнування сталінізму в 1959 р., колгосп перейменували на ім.XXI з'їзду КПРС. Головою колгоспу був тоді Драченко Іван Юхимович. За часів Хрущова М. С. в 50-х роках дали пенсії 12 рублів.
Основний напрямок господарської діяльності колгоспу — здача молока державі, зернові, цукровий буряк та відгодівля великої рогатої худоби.
У 1988 р., колгосп входить в Агропромисловий комбінат «Золочів» і дожив своїх днів до 1991 р., та розпався, залишаючи за собою пусті корівники, порожній заготівельний елеватор, заправну та механізовану станції.
В 1960-х роках була створена в Великому Полюхові футбольна команда «Колос», яка в 70-80-х роках один раз здобула першість Золочівського району і два рази посідали 2-ге місце серед футбольних команд району.

## Населення, національний склад, господарська діяльність
Згідно з даними перепису 1857 р., у Великому Полюхові проживало 579 жителів села.
До села належало землі орні (меншої власності 971 моргів нижньо-австрійських, поля та городи (меншої власності 272 моргів нижньо-австрійських), пасовища (меншої власності 346 моргів ніжшо-австрійських), лісів — не належало, бо не було. Власником іпотеки був граф Альфред Потоцький.
Вуйтом в 1893 у Великому Полюхові був Василь Бурак.

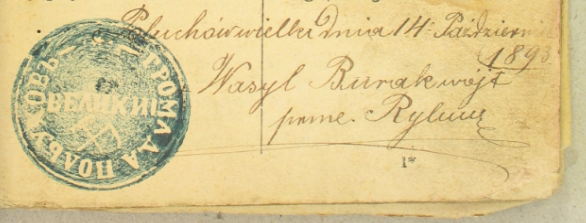
Печатка громади с.Великий Полюхів з підписом вуйта Василь Бурак.14 жовтня 1893р.

Згідно з переписом 1900 р. в селі Великий Полюхів проживало 912 жителів :
701 — греко-католицької віри;
169 — римо-католиків;
42 — віри юдейської
Поміж В. Полюховом та Розворянами, при військовій дорозі, ріс дубовий гай біля якого добували глину та була цегельня. Виготовлену цеглу використовували до будівництва церкви та на потреби громади В. Полюхова. З часом дуби були зрізані на будівельні потреби села, а цегельню закрили.
Через спалах ящуру, було введено карантин в повіті Перемишлянському в селах: Альфредівка, Ганаців, Ганачівка, Крошенко, Куровичі, Ляшки Королівські, Печенія, Полоничі, Полтва, Полюхів Великий, Розворяни, Солова, Станимир, Туркотин і Вижиняни, про що писалося у Львівській Газеті від 14.02.1918 р.
А вже в 1927 р. в Великому Полюхові проживало 883 мешканця. На той час місцевість Великий Полюхів стає селом і є гміною Перемишлянського повіту.
В селі діяли дві кооперативи: ТзОВ «Народна Згода», ТзОВ «Самопоміч» та Кредитна Каса. Послуги столярські в селі надавав Бобків Д., а послуги шевця свідчив — Кушнір О. Торгівлю колоніальними товарами вів Денега В., тютюновими виробами торгували Кінаш П., та Жетович Я., різні товари продавав — Крохмальний І. -крупу, пшеницю, хліб печений.
До 1930 року у Великому Полюхові нараховувалось 166 хат та проживало 951 селян. А в 1931 році кількість господарств збільшилась до 183 осель в яких проживало 1001 мешканців.

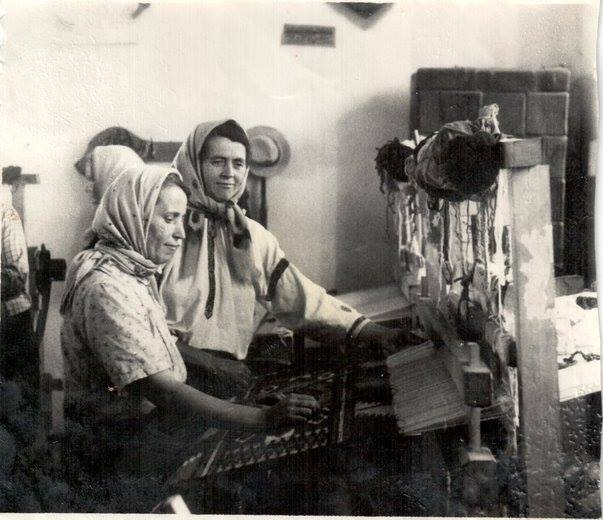
Ткання килиму на верстаті. Львівщина

Від 1885 року, коли в Глинянах було засноване «Ткацьке товариство» — околиці Великого Полюхова почали славились килимами. У фабриці килимів, власник Хамула Михайло в Глинянах на початку 1939 р. працювало близько 500 робітників, переважно молоді жінки і дівчата з малозабезпечених селянських родин в основному з Глинян, а також навколишніх сіл: Перегноєва, Кривич, Якторова, Словіти, Лагодова, Розворян, Великого Полюхова, Борткова, Русилова і ін. Частина з них працювали безпосередньо у фабричних цехах, решта — в селах по домах. В багатьох оселях полюхівців стояли ткацькі верстати ще до другої половини 70-х років XX ст. і жінки своїми руками створювали шедеври килимарства. Уміння ткати глинянські килими дійшло і до наших днів.
Іншим традиційним виробом в околицях було полотно. Околиця була відома з вирощування коноплі, яку експортували аж до Гданська (Польща).
З першої та другої хвилі української еміграції, початок XIX ст., з Великого Полюхова емігрували до Північної Америки односельчани: Стадник Онуфрій, Магировська Феська д. Марії, Крохмальний Андрій, Крохмальний Осип, Крохмальний Володимир, Данильчак Катерина, Лущак Михайло і Стефан.
З Великого Полюхова походять родини: Крохмальні, Пастернак, Жукевичі, Бандровські, Чопойдало, Буряк, Кінаш, Сеник, Гладиш, Вуєк, Бекирський, Сахман, Стадник, Гриньків, Коваль, Гой, Ожирко, Юрдига, Ващишин, Денега, Цибрівський, Проців.
В селі до початку другої світової війни, жило 4 єврейські родини Мошка Шора, Гершона, Райхель, Айхельбергер. Котрі займалися торгівлею, та тримали корчму, яка стояла в районі Ямиска. В 50-х роках корчму розібрали, а на її місці збудували хату. Перед приходом гітлерівських військ ці родини виїхали з села і більше не повернулись.
Мали місце і конфлікти поміж жителями села та євреями. Так у червні 1938 р., суперечка поміж парубками села та трьома синами Гершона, закінчилася стріляниною. Сини Гершона замкнулися у домі іншого єврея Мошки Шора та стріляли майже цілу ніч до юрби. Наслідком цілонічної стрілянини було постріляно Івана Бурака, Михайла Бурака, Івана Чопойдало. На ранок войовничих євреїв було роззброєно, відібрано їм два револьвери та кілька пачок набоїв. Раненим у Глинянах лікар Крілик повиймав кулі, а двох відвезли до шпиталю. Цього ж самого ранку робітники з Розворян та Королівських Ляшок (Заставне), зайняті при копанні каналів у Полюхові, здемолювали помешкання Гершона.
За проведеним переписом в 1943 році в Полюхові Великому проживало 980 мешканців.
З другої половини 1945 до половини 1946 років, під час переселення поляків з Західної України, згідно Ялтинської конференції, з Великого Полюхова виїхала більша кількість поляків до Польщі.
Так один з мешканців села — Михайло Шумський (23.07.1912 р.н., син Петра та Марії), після приїзду до Польщі, був в період 20.07.1945-20.06.1946 рядовим дільничим міліціянтом на коменді повітовій громадянської міліції міста Колобжег (згідно з бюлетенем польського Інституту національної пам'яті IPN Sz 0118/2001 (3457/VI (IPN Gd 078/2001).
Родина Юліана Хатали (народився в Великому Полюхові 18.03.1944) після переселення з Великого Полюхова, осіла в Гданську.

### Мова
Розподіл населення за рідною мовою за даними перепису 2001 року:
| Мова       | Кількість | Відсоток |
| ---------- | --------- | -------- |
| українська | 301       | 100%     |

## Сільська школа, викладачі, Народний Дім
4 березня 1857 р. було закладено в селі Великий Полюхів церковнопарафіяльну школу.
Гміна Великого Полюхова була зобов'язана забезпечувати щорічний внесок вартістю 120 ринських для вчителя, відступила при школі городну ділянку. Утримувати будинок, який був відданий в Великому Полюхові під школу в доброму стані та порядку і на власний кошт опалювати. Тодішній греко-католицький пробощ Іван Пясецький обіцяв додавати що року до винагородження шкільного вчителя 2 ринських, під час свого перебування пробощом на парафії Великого Полюхова.

1887 р. в селі функціонувала вже вона як однорічна школа з вчителем, який працював на повну ставку і отримував винагородження від держави.

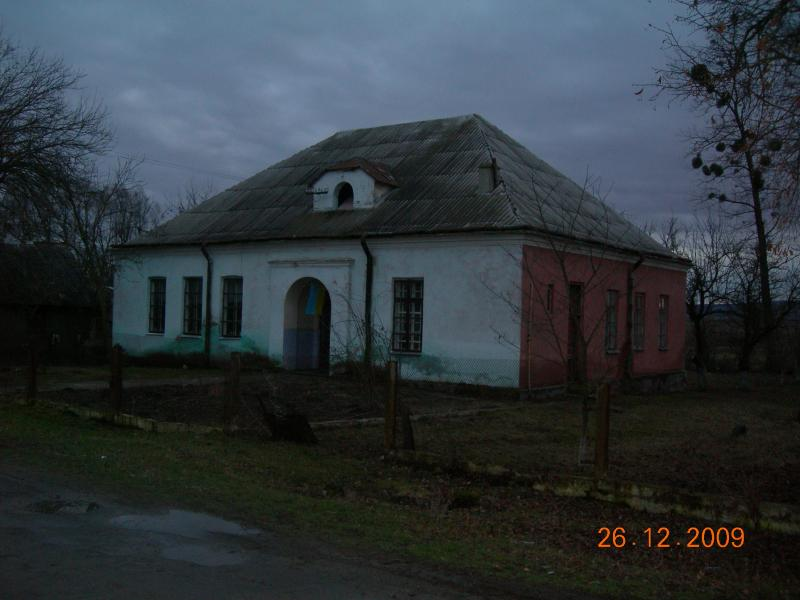
Великий Полюхів. Будинок старої школи, XIX ст., тепер сільради.

Крайова шкільна рада призначила в грудні 1909 р., до загальноосвітньої школи, яка складалася з одного класу в Великий Полюхів вчителем Зигмунда Гриба.
На початку першої світової війни, коли Галичину зайняли Російські війська, у лютому 1915 р., було відкрито церковно-приходську 4 річну школу. Російська влада зі своєї сторони забезпечила школу церковними іконами, портретами царя, цариці, наслідника трону і великого князя, а також церковними співниками. Учителем було призначено доньку місцевого священика Насальского М. І.

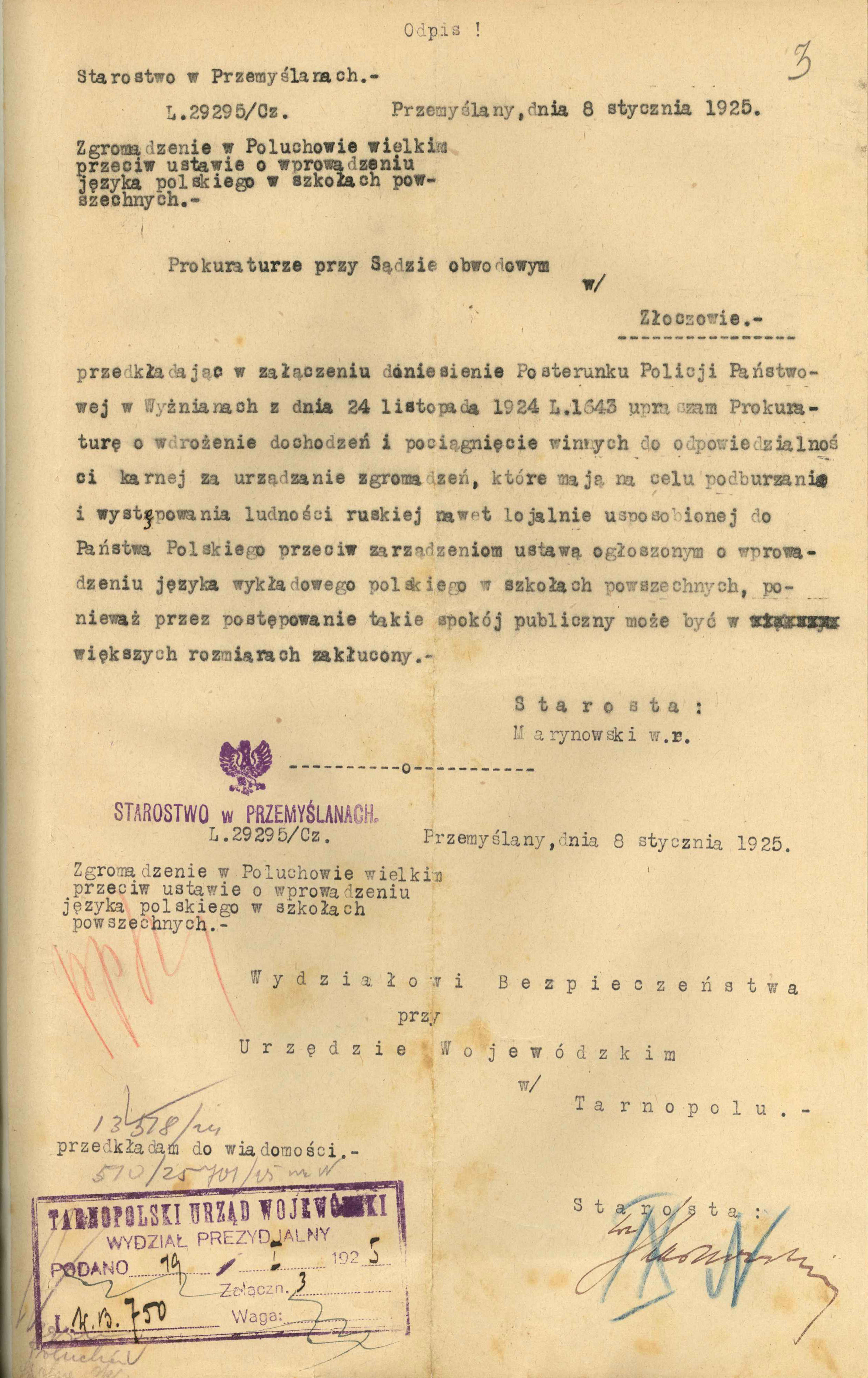
Донос поліції, на зорганізоване зібрання 24.11.1924 р, у В.Полюхові

За станом на 1 січня 1924 р., у школі працювали вчителями: директор — Федоришин Теодор (1887 р.н., початок діяльності учителя 1.10.1906, національність — русин, віра сповідання — греко-католицька) та Федоришин Ванда (1891 р.н., початок діяльності учителя 01.10.1910 р., національність — польська, віра сповідання — католицька).
8 січня 1925 р., староста Перемишлян пан Мариновскі пише донос до Прокуратури при обласному судді в Золочові та до Відділу Безпеки при Управлінні воєвудському в Тернополі на підставі 
доносу з відділення поліції в Вижнянах, з прохання про відкриття слідства та потягнути до відповідальності карної за зорганізування зібрань 24 листопада 1924 р. у Великому Полюхові, що мали на меті підбурювання до виступів людності русинської, навіть лояльно настроєних до Польської республіки, проти наказу оголошеному про впровадження польської мови як викладацької до загальних шкіл.
У 1925-1926 роках була проведена акція на підтримку повітового комітету Союзу Протиповітряної Оборони. Результати збору для цієї цілі: Альфредувка - 20 злотих, Бачів - 15, Білка - 89,95, Блотня - 20, Бржуховіце - 70,45, Хлебовіце Свірські - 50, Цемежиньце - 400, Чуперновскі - 32, Добжаниця - 55, Дунаїв - 20, Дусанів - 81.40, Ганачів - 100, Якторов - 150, Янчин 30, Кімірж - 117,20, Копань 33,20, Кросієнко - 30, Кривичі - 40, Куровичі - 34,80, Ляшкі Королівські - 125, Ладаньце - 50, Лоні - 126, 29, Майдан Ліповецький - 85, Мерищув - 70, Пеценя - 5,60, Пленіков - 40, Пнятин - 61,60, Полюхів Великий - 52, Полтев - 61,56, Розвожани - 35, Словіта - 306, Станимір - 218.35, Свірж - 423.70, Тучне - 102.50, Прибень - 25.70, Уніув - 367, Вишнювчик - 89.60, Волкув - 43, Женюв - 28.60, Жєдовіце - 138,60. Загалом було зібрано 3985,41 злотих.
В 1925—1927 роках директором школи в селі був уже Григорій Лилик, а його дружина К. Лилик — вчителькою.
Згідно списку учнів з 1926 року до Однокласової загальноосвітньої школи у Великому Полюхові налічувалося 72 учні. Опікуном школи був католицький священник Пенкальскі, а інспектором — Конечни Юзеф.
| п/п | Прізвище, Ім'я         | п/п | Прізвище, Ім'я     | п/п | Прізвище, Ім'я           | п/п | Прізвище, Ім'я    |
| --- | ---------------------- | --- | ------------------ | --- | ------------------------ | --- | ----------------- |
| 1.  | Kwasiński Michał       | 23. | Anna Eichelberger  | 45. | Сахман Катирина          | 59. | Стахура Мария     |
| 2.  | Іван Глущак            | 24. | Марія Сахман       | 46. | Кінащ Анастазия          | 60. | Пастернак Ксенька |
| 3.  | Sachman Eliasz         | 25. | Pulo Stefania      | 47. | Kosciw Marja             | 61. | Садова Паранька   |
| 4.  | Bernacki Jan           | 26. | Sachman Anna       | 48. | Чопойдало Катарина       | 62. | Анна Крохмальна   |
| 5.  | Krochmalny Włodzimierz | 27. | Hłuszczak Stefania | 49. | Sadowa Katarzyna         | 63. | Stefan Pasternak  |
| 6.  | Skrypczuk Miron        | 28. | Burak Jan          | 50. | Bernacka Karolina        | 64. | Stefan Hłuszczak  |
| 7.  | Hłuszczak Michał       | 29. | Hładysz Michał     | 51. | Goj Marja                | 65. | Michał Nahorny    |
| 8.  | Goj Stefan             | 30. | Iwańców Stefan     | 52. | Paśka Kinasz             | 66. | Stefan Stadnyk    |
| 9.  | Krochmalny Teodor      | 31. | Kuźma Michał       | 53. | Anna Kindrat             | 67. | Jan Pasternak     |
| 10. | Burak Katarzyna        | 32. | Ващишин Василь     | 54. | Michalina Denega         | 68. | Jan Pasternak     |
| 11. | Danylczak Stefanja     | 33. | Кінаш Андрей       | 55. | Karsak Katarzyna         | 69. | Seńko Iwanciów    |
| 12. | Pasternak Stefanja     | 34. | Dąbrowski Józef    | 56. | Franciszek Eichelbergier | 70. | Jan Orzyrko       |
| 13. | Kinasz Marja           | 35. | Василь Кінаш       | 57. | Petryszyn Stefan         | 71. | Bartlomiej Patała |
| 14. | Danylczak Olga         | 36. | Міхал Вуєк         | 58. | Suła Aleksander          | 72. | Jan Żukiewicz     |
| 15. | Bachowska Anna         | 37. | Міхал Нич          |     |                          |     |                   |
| 16. | Kinasz Anna            | 38. | Michał Szumski     |     |                          |     |                   |
| 17. | Nycz Marja             | 39. | Стефан Білий       |     |                          |     |                   |
| 18. | Nahorna Katarzyna      | 40. | Żukiewicz Waszyl   |     |                          |     |                   |
| 19. | Dyka Katarzyna         | 41. | Piotr Wujek        |     |                          |     |                   |
| 20. | Kseńka Nahorna         | 42. | Сахман Василь      |     |                          |     |                   |
| 21. | Pulo Stefanja          | 43. | Пастернак Ольга    |     |                          |     |                   |
| 22. | Kuźmów Marja           | 44. | Кухар Гелєна       |     |                          |     |                   |

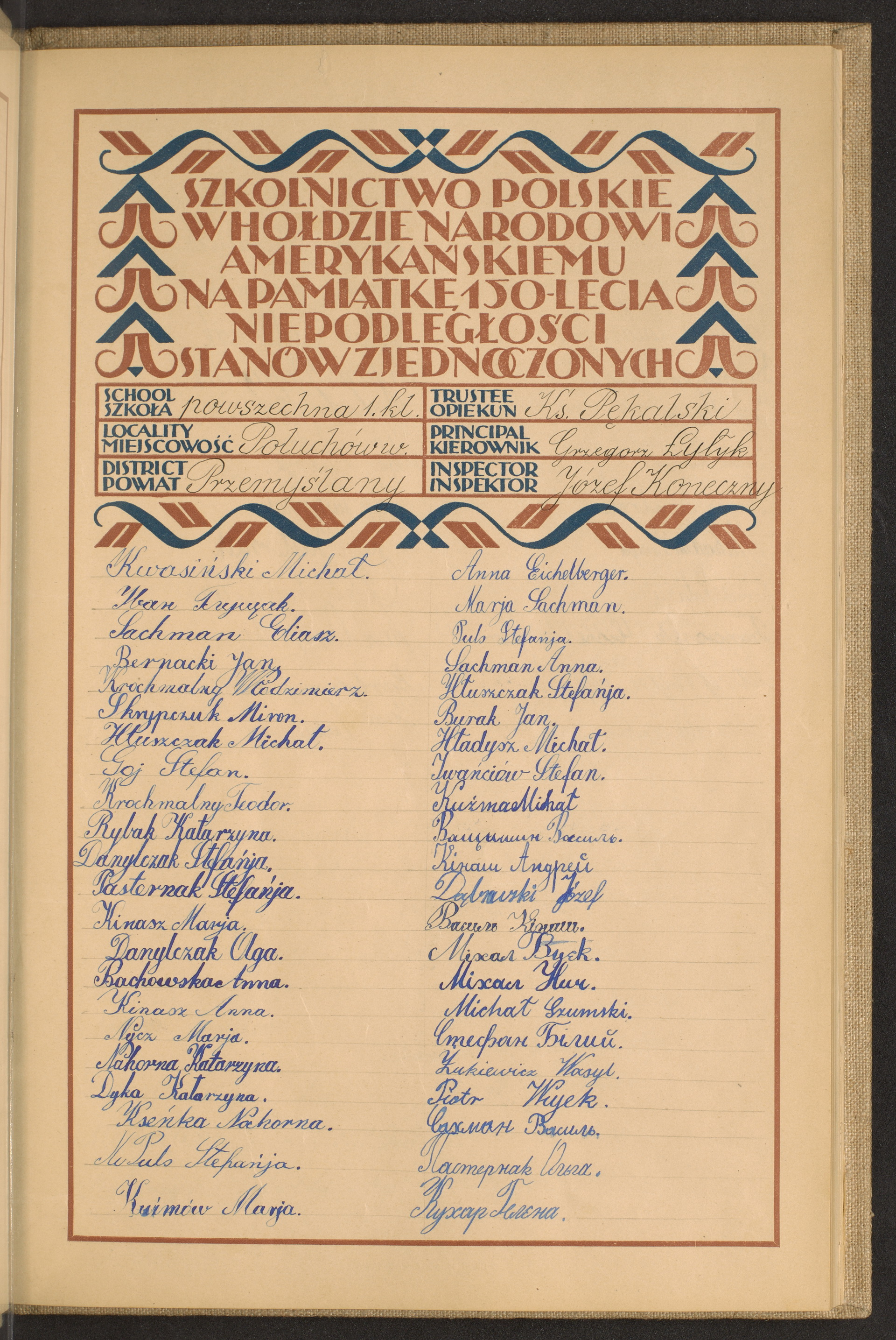
Список учнів однокласової загальноосвітньої школи.Великий Полюхів 1926р.

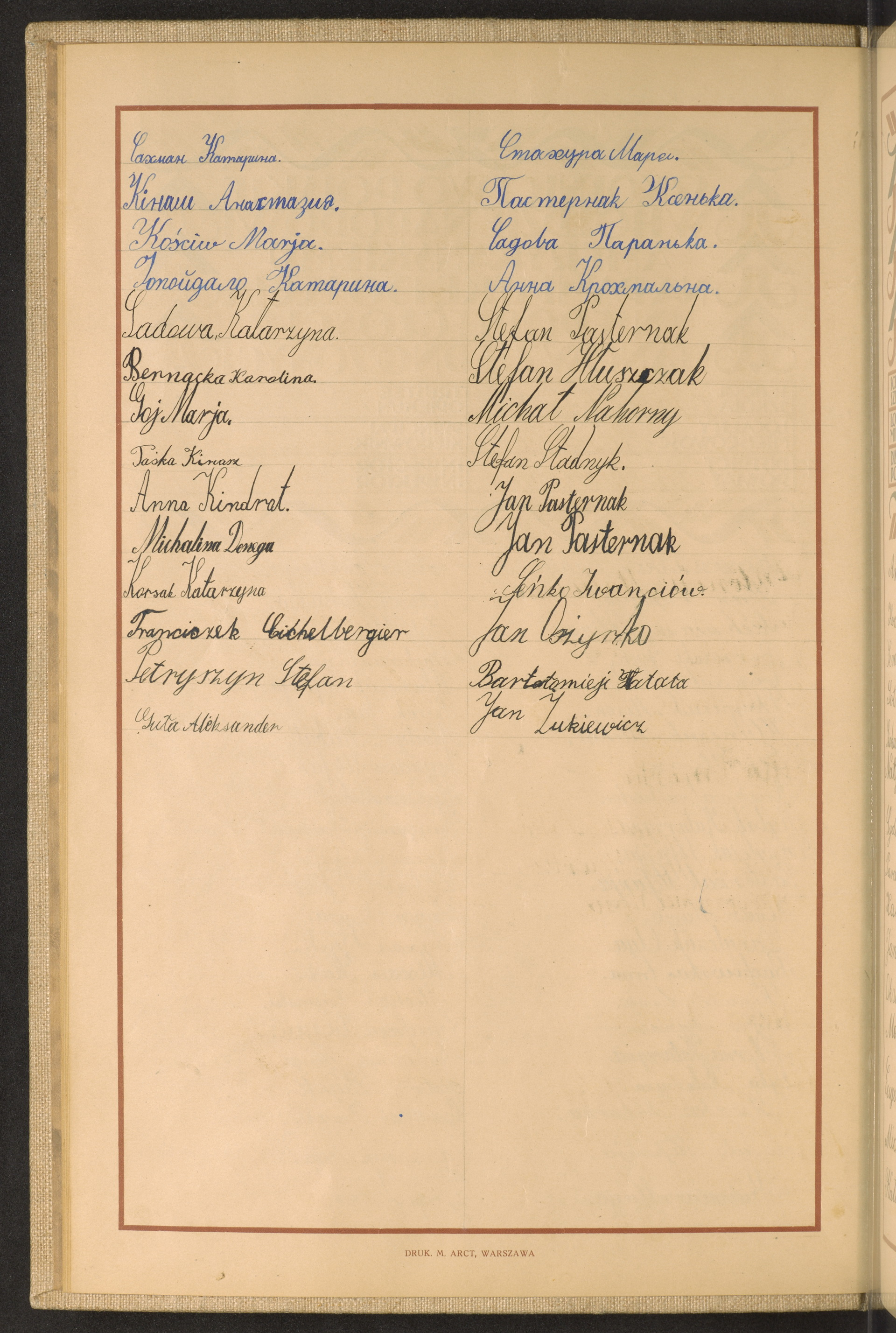
Список учнів однокласової загальноосвітньої школи.Великий Полюхів.1926р.2стр.

В цьому будинку школа знаходилася до часу поки не збудували новий одноповерховий будинок школи за гроші громади села недалеко церкви (другий поверх був добудований в часи радянської влади за рахунок грошей колгоспу в Великому Полюхові).

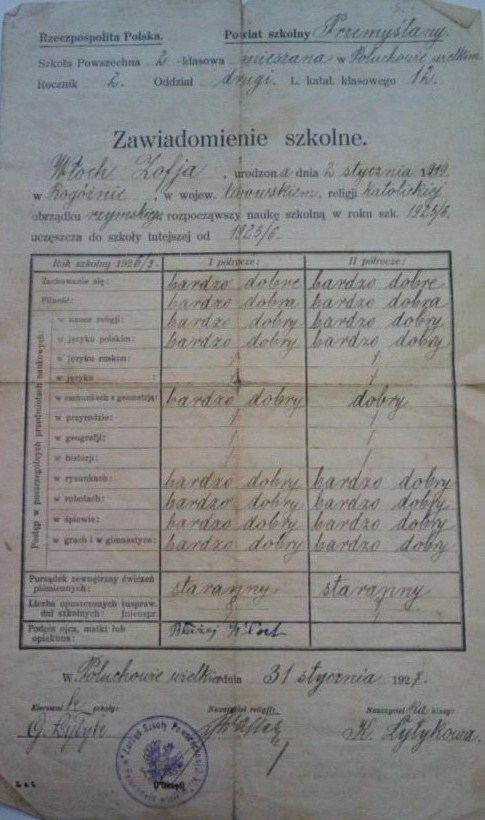
Шкільне повідомлення з В. Полюхова 31.01.1927

В 1933 році було розпочато в селі будову Народного дому, до будівництва якого громада села приготовлювалась заздалегідь, але і так в певному моменті забракло грошей. Тоді полюхівці звернулись з відозвою до своїх односельчан в діаспорі в США.

5.03.1933 р., відбулися перші збори діаспори односельчан з Великого Полюхова, на котрих вибрано комітет, зо займався збіркою. Збори переведено в галі української православної церкви при 18-й улиці і 5-й евені в Бруклині. Першими жертводавцями були присутні: по 10 доларів: Ст. Всякий, М. Костів, М. Вуєк, А.Крохмальний; по 5 доларів: Д. Крохмальний, Д. Данильчак, І. Костів, Й. Крохмальний, А. Данильчак, О. Стадник. Разом 70 доларів. До комітету вибрані: Михайло Костів, предс.; Михайло Вуєк, касєр; А. Крохмальний, секретар; Члени: Д. Крохмальний, І. Костів, Ст. Всякий.

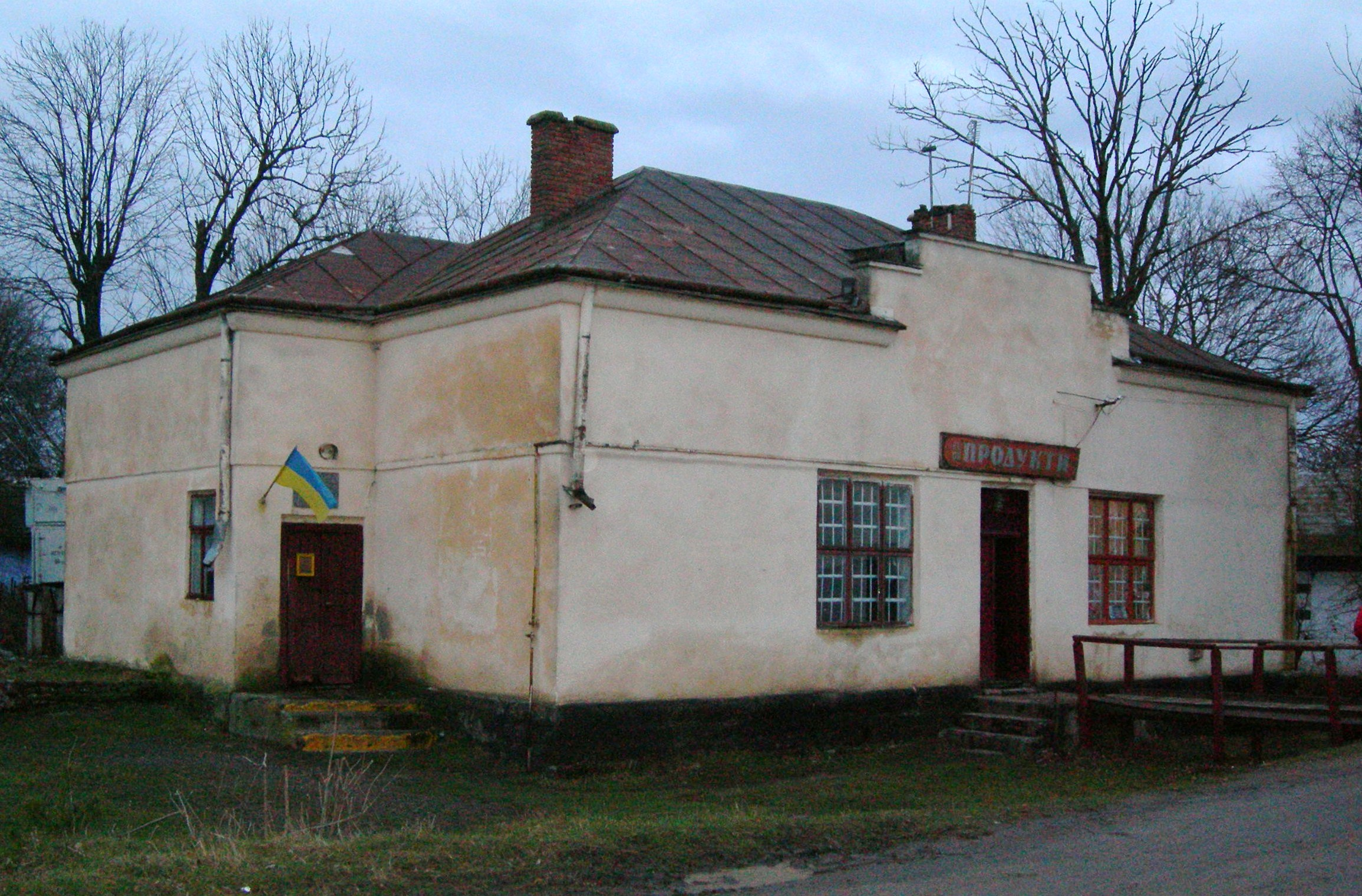
Великий Полюхів. Будинок Просвіти та магазин, поч. ХХ ст.

«ВІДОЗВА до односельчан села Полюхів Великий, Західна Україна.
Дорогі Браття й Сестри.
Вже тринадцятий рік минає коли то вороги наїзники загарбали нашу молоду українську державу. А все те стало тому, що нарід наш не був свідомий та не знав, хто йому стрик, а хто колом у бік. Були вірні й свідомі й боролись до загину, а були й такі, котрі казали, що нам все одно. Однак нині бачать, що не все одно, але таки ще не вірять у свою силу, бо несвідомі. А нове покоління росте в нерідній школі, учиться несвоєї мови, чужої історії, й молитись учать по чужому. Виходилоб, що нове покоління не буде знати, хто ми, чиї сини, яких батьків, ким защо закуті.
Щоби цьому лиху запобігти, побудували в нас установи економічні й культурні, котрі мають наш нарід усвідомлювати. Та вони з недостачі слабого матеріяльного вивінування слабо розвиваються, а найголовнішою причиною того всього є брак власної домівки, без котрої неможливо докладно працювати на народній ниві, бо, як сказав наш Тарас Шевченко, „в своїй хаті своя правда і сила і воля“.
В тій ціли стараємоси побудувати власний Народний Дім, у якім містились би всі установи культурно-економічні. Ми вже спромоглися купити площу під будову від громади (на схід від громадського дому), загасити яму вапна, купити та свести камінь на фундамент і поробили інші приготування до будови в міру фондів. Однак до завершення будови треба ще багато грошей. А тут скрута тисне нас немилосердно.
В такім прикрім та важкім положенню звертаємося до Вас, Дорогі Браття і Сестри за морем. З великою просьбою: допоможіть нам докінчити зачате діло своїми щедрими датками на народню твердиню, за що згори складаємо сердечну подяку в імени сучасних і будучих, котрі завдяки свідомости, набутій у рідній установі, зуміють гордо й чесно боротися за нашу свободу.
За виділ Читальні Просвіта в Полюхові Великім: Іван Кузьмів (Івана), гол.; Атанас Крохмальний заст. Гол.; Михайло Вінявський, сер. За „Самопоміч“, кооперативу з обм. Пор.: Стефан Сеник, справник; Іван Вуєк, книговодець; Іван Кузьмів (Івана) скарбник. За пожарно-ратункове Т-во „Сокіл“: Плянон Вуєк. За Амат.-театр. Гурток: Михайло Гладиш.»
Довоєнні роки головою Просвіти в Великому Полюхові був Михайло Нич (колишній січовий стрілець). Батько — чотирьох дійтей, дружину заарештувала польська влада в 1922 році, два тижні тримала у в'язненні, і якби протримала ще один день, то донька Марія народилась би в тюрмі.

## Церква, священики та каплиці
Церква православного обряду в Великому Полюхові існувала вже в XV ст., про це згадується в рукописах, що світська особа Мартин Мацько 1570 р., подарував книжку до церкви с. Полюхова. А дяк Гаврило 1599 р., на замовлення священика Федора переписав Євангеліє-тетр у с. Полюхові.
В 1701 р., священик церкви Введення Пресвятої Богородиці з Великого Полюхова православного обряду, що перебував під юрисдикцією єпископа Йосифа Шумлянського, перейшов разом з єпископом у послух Римській Церкві під управління папи Римського Климента ХІ, спільно зі всіма прихожанами до греко-католицького обряду.
Цього ж року разом з Велико-Полюхівською парафією до греко-католицького обряду тільки з Глинянського благочиння перейшло 26 церков зі своїми священиками та парафіянами.

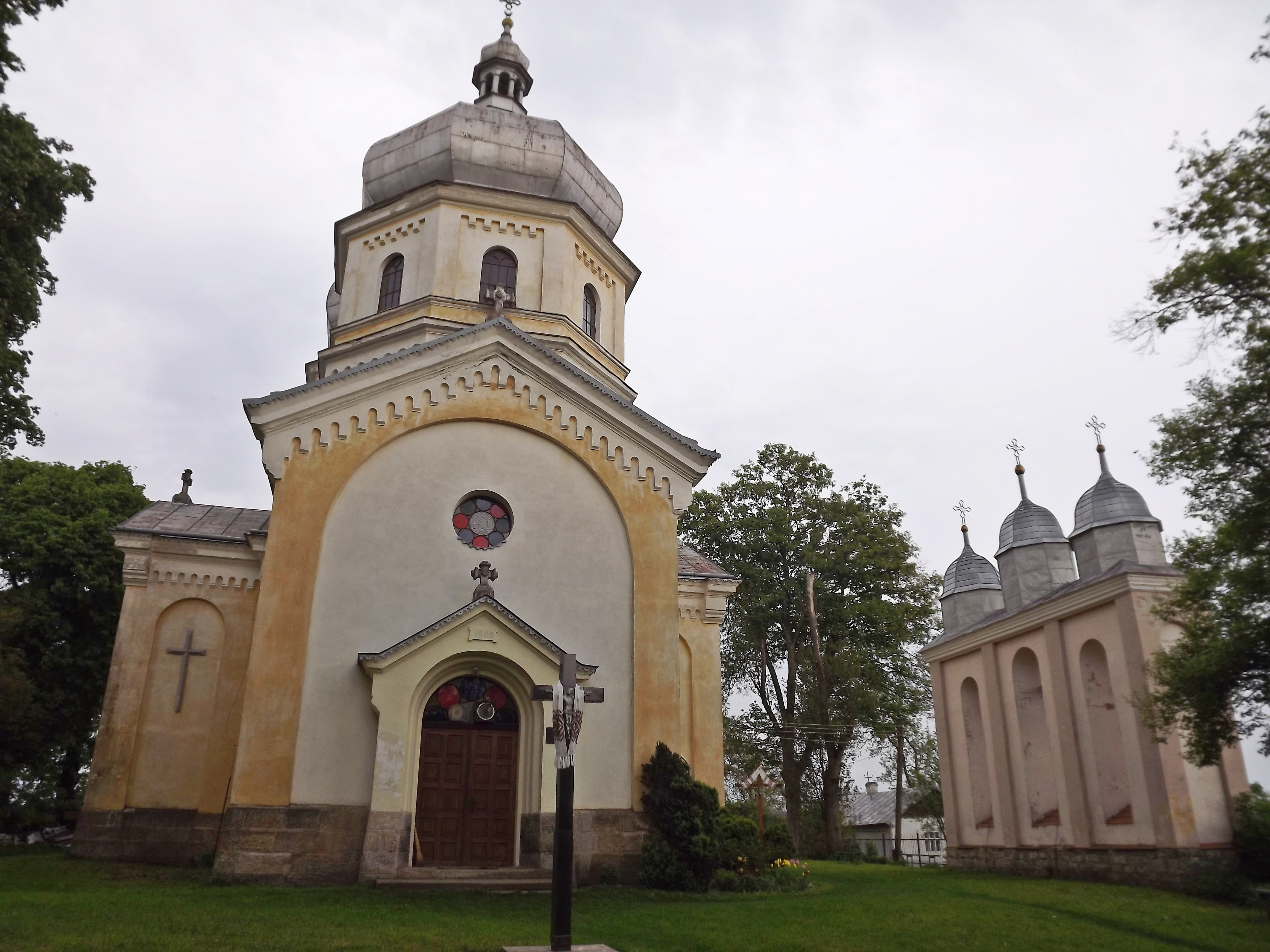
Церква св. Петра і Павла, с. Великий Полюхів

Існуюча досі церква святих Петра і Павла разом з дзвіницею було збудовано за проектом видатного українського архітектора Нагірного В. С. в 1909 р., на місці старої дерев'яної церкви. Будували нову святиню всією громадою села. Кожен, у міру достатку своєї родини жертвував на святиню: чи гроші, чи будівельний матеріал або самі приходили працювати на будову.

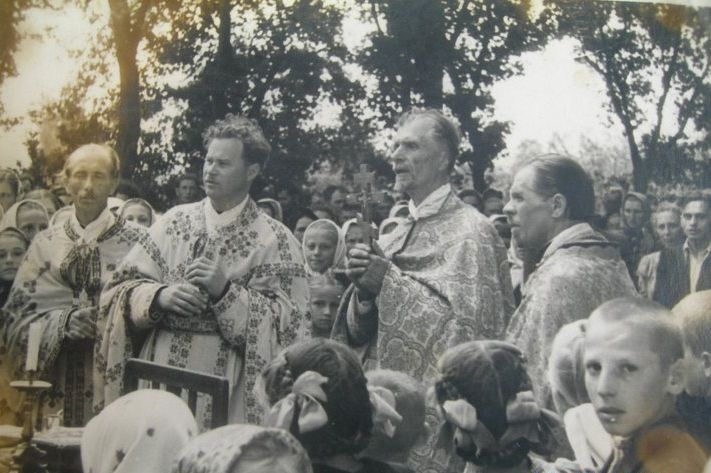
Великий Полюхів. Служба Божа перед церквою в день свята апостолів Петра та Павла.12.07.60-ті роки XX ст.

Кожного року 12 липня в День Святих Апостолів Петра та Павла в селі всі полюхівці святкують день своєї церкви та села.
До церковних угідь належало до 1939 р., — 100 моргів поля.
При старій церкві був цвинтар, якій потім перенесли за село. Також в селі був невеликий єврейський цвинтар, який знаходився у полі поміж селом та теперішнім цвинтарем. Але після другої світової війни, через те, що євреїв вже не було в селі і ніхто не доглядав за могилами, ці могили перенесли на загальний сільський цвинтар, а місце єврейського цвинтаря розорали.
Жителі села Великий Полюхів римо-католицького віросповідання ходили до Вижнян на службу божу до парафіяльного костелу св. Миколая, збудованого в XV ст.

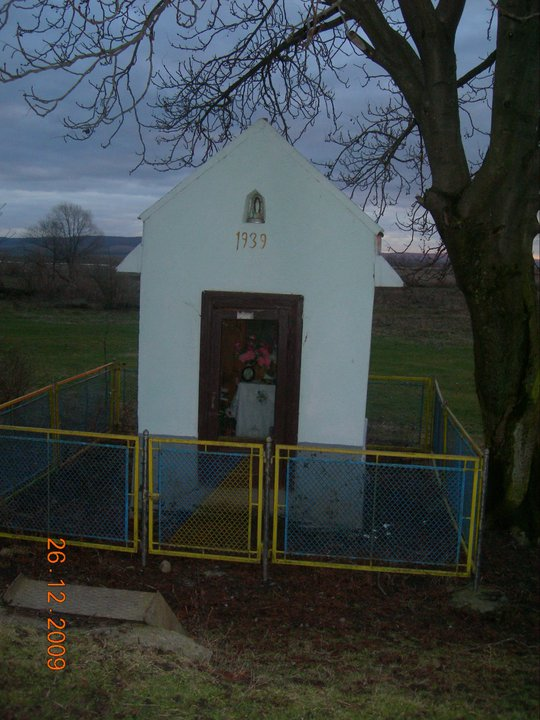
В.Полюхів. Капличка з 1939 р.

Стоять в селі три каплиці. Найстарша з 1939 р., стоїть недалеко пам'ятного хреста про скасування панщини в Австро-Угорській Імперії. Поставила її родина Жукевичів.

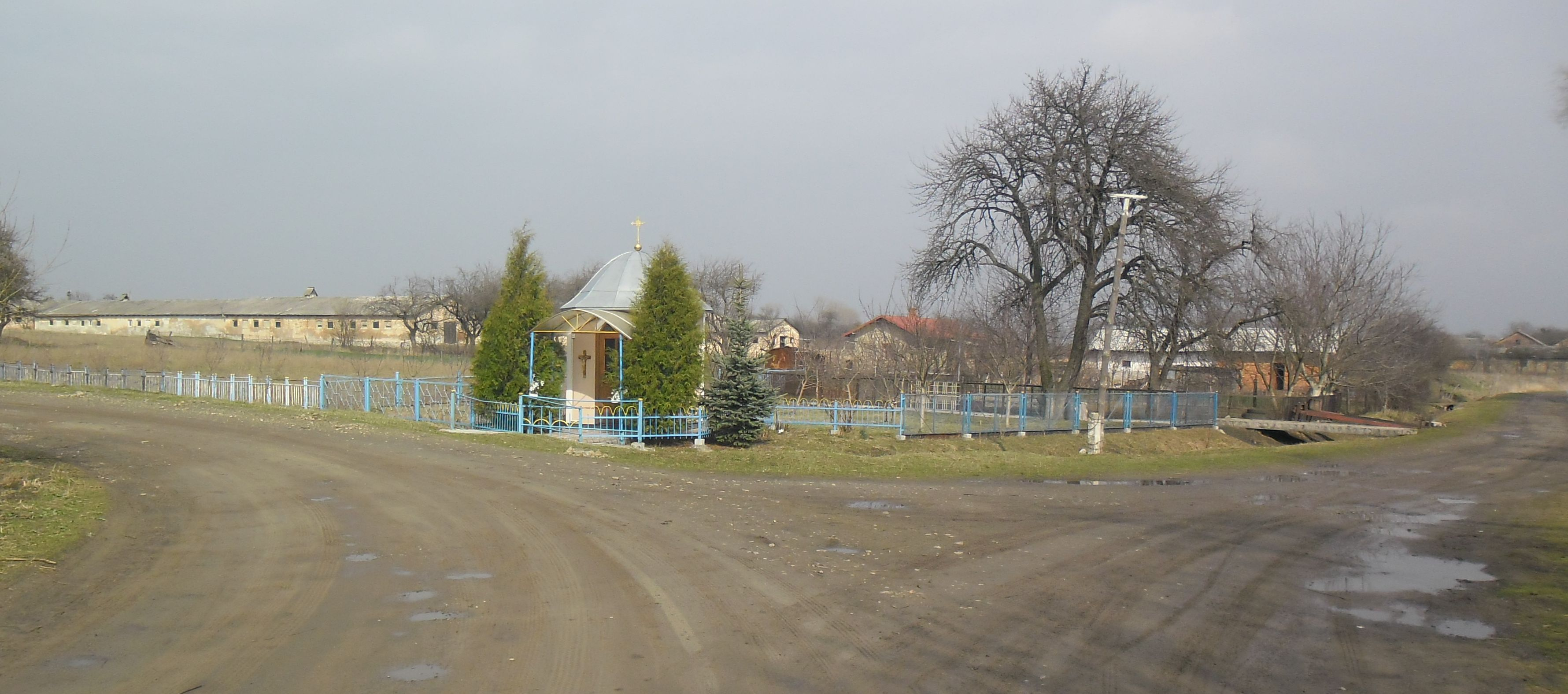
В.Полюхів. Каплиця Різдва Пресвятої Богородиці, збудована 2009 р. на роздоріжжі до Розворян і Альфредувки

Позосталі дві були поставлені односельчанами вже в перші роки незалежності України. Каплиця Різдва Пресвятої Богородиці збудована в 2009 році, стоїть на місці колишньої хати-кузні родини Пастернаків, а друга на початку села, у дільниці Ямисках.
Священиками в Великий Полюхів, у різні часи були :
- Іван Пясецький — греко-католицький священик парафії в 1857 р., похований на Личаківському цвинтарі Львова
- парох Іван Терешкевич — завідував парафією до кінця 1875 р., перейшов у Під'ярків.
- парох Іван (Іоаннъ) Ясінський (1822 р.н. Буськ — 1900), висвячений у 1847 р. Завідував парафією в 1876 р.[48] Похований на цвинтарі в Великому Полюхові.
- Насальский Іван Михайлович, (р.н. 1885), був священиком у Великому Полюхові до 1914 року.
- завідатель Ґайовський Онуфрій (22.06.1884-13.03.1968) - 1916-1918.
- парох Іван Скрипчук (1880 р. н.) висвячений у 1905 році, завідував від 1 жовтня 1918 року.
- парох Омелян Боберський — Від 1 серпня 1919 року завідував парафією, в 1934—1936 роках допомагав йому, як сотрудник о. Андрій Трач (13.ХІІ.1904-?). Похований о. Омелян Боберський на цвинтарі в Великому Полюхові.
- парох Задорецький Богдан Великого Полюхова, Гринів, Коцурів (Бібрка) — 1948
- парох Кульчицький Семен Степанович (1888—1966), був священиком в церкві 1960—1962. Похований на цвинтарі в Великому Полюхові.
- Ярослав Бобер був священиком в селі 5 років.
- Федина Степан був священиком в селі 3 роки.
- Іван Чухніцький був священиком в селі 4 років.
- Іван Залуцький був священиком в селі 5 років.
- Іван Білик (15.05.1940-28.02.2023), редемпторист був священиком в Великому Полюхові, а також в селах Коросно, Унів, Якторів.
- пресвітер Петро Стасінчук в селі 15 років. Помер 30.07.2006 року, похований на цвинтарі в с. Заставне.
- пресвітер Савчинський Володимир (04.10.1980 р.н.) висвячений у 30.10.2005 р.[49] був парохом 18 років ( 06.2006р-27.02.2024 р.)
- Отець Іван Верчин , парох церкви з 27.02.2024р.

## Цікаві місця

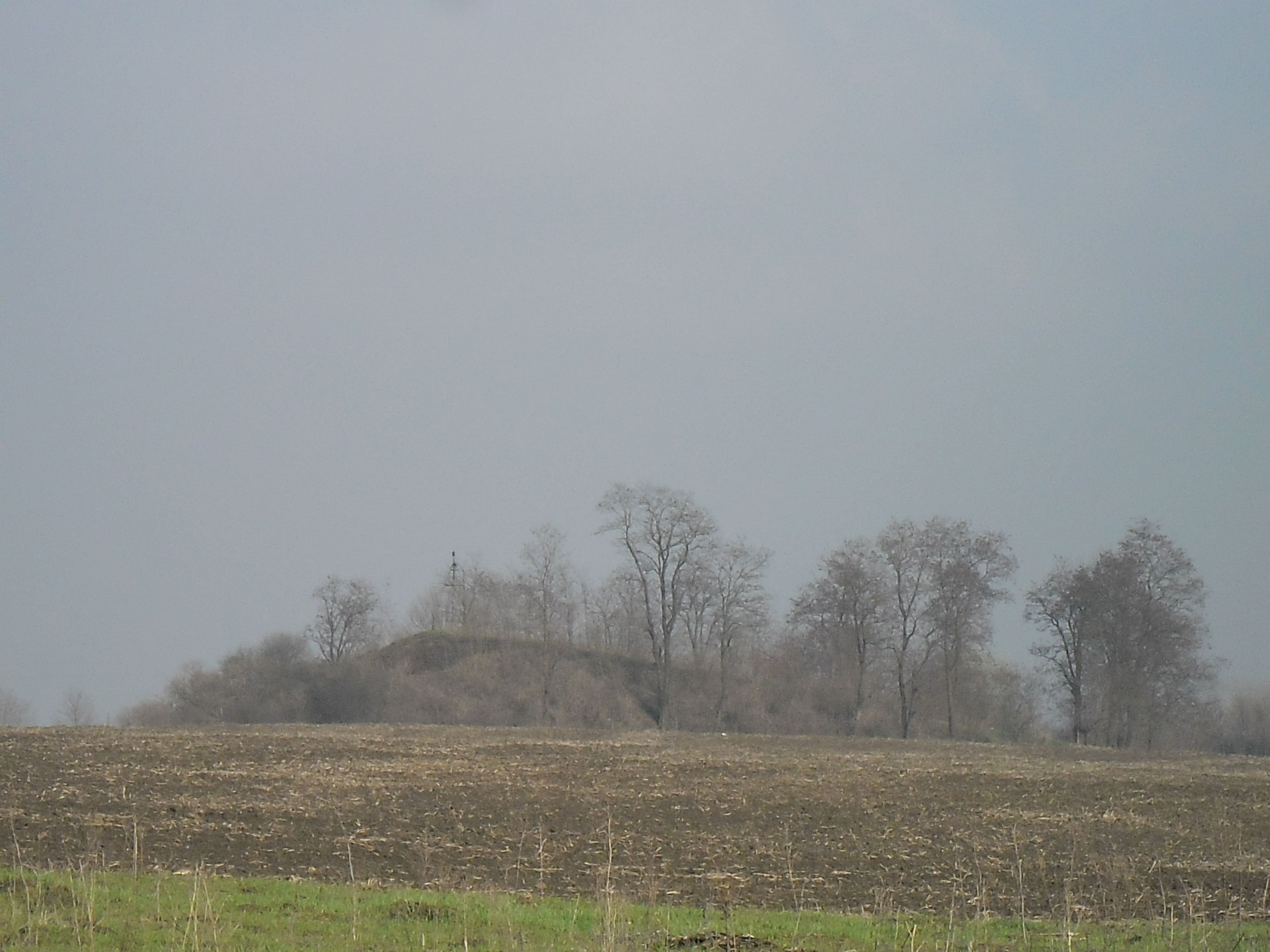
Великий Полюхів. Сенаторська могила з 1381 року.

За селом по лівій стороні дороги в напрямку до Розворян знаходиться велика могила з 1381 р., яка зветься Сенаторською. Є найвищою точкою Великого Полюхова та околиць — 259 метра над рівнем моря. У ній були поховані покарані на смерть сенатори сейму Королівства Польського (воєвода люблінський Щенсний Сецех, воєвода белзький Гжегож Лясота, каштелян бецький Єронім Шпот, коронний підскарбій Войцех Стрелецький, воєвода серадзький Служевський Ян, каштелян сандомирський Станіслав з Кшепи, Яна з Демб’ян) за зраду інтересів Королівства Польського. З наказу короля Людовика I Угорського насипано цю могилу у формі кола, яке нагадує коло «обрад посельських», але також пов'язує зі старопольским висловом «загаяць місце сеймове», звідки походить вислів — пол. zagaić sejm — тобто розмовляти в посольському колі. Коли ж дружини сенаторів дізналися про місце, де поховали їх чоловіків, то приїхали та викопали тіла, тому середина могили виглядає так, якби мала заглибину..

## Відомі люди
- о. Теодор Богачевський (18 лютого 1863, с. Великий Полюхів — 7 лютого 1940, Голинь)[51] — український священник (УГКЦ), літератор, громадський діяч. Стрийко архиєпископа і митрополита філадельфійського Костянтина Богачевського.Народився 18 лютого 1863 року в с. Великий Полюхів Бережанського округу в сім'ї Омеляна і Анни з роду Пісецьких[52].Виголосив проповідь під час похорону матері Степана Бандери Мирослави навесні 1921 року.[53].Посол до Галицького сейму 8-го скликання у 1901—1907 роках від округу № 34 IV курії (Долинський повіт), секретар «Руського соймового клубу» (з 1901 р. як представник УНДП[54]; склав мандат 29 жовтня 1903 року; повторно обраний 14 червня 1904 року[55]).У селі Голинь Калуського району, де впродовж 34-х років о. Теодор Богачевський був парохом, одна з вулиць названа його ім'ям.

- Крохмальна Лукія  — нар. 1878 р. З 15.02.1899 року до 22.05.1903 року була на праці як кухарка в родині Франків у Львові. Спершу господарювала вона при вулиці Крижовій, пізніше вулиця одержала назву Анджея Потоцького, де мешкав Іван Франко з ріднею. Це була наріжна камяниця від вулиці Ленартовича. Потім у віллі при вулиці Калікста Понінського 4 - тепер вул.Івана Франка 152, коло Стрийського парку, яку збудував Іван Франко.

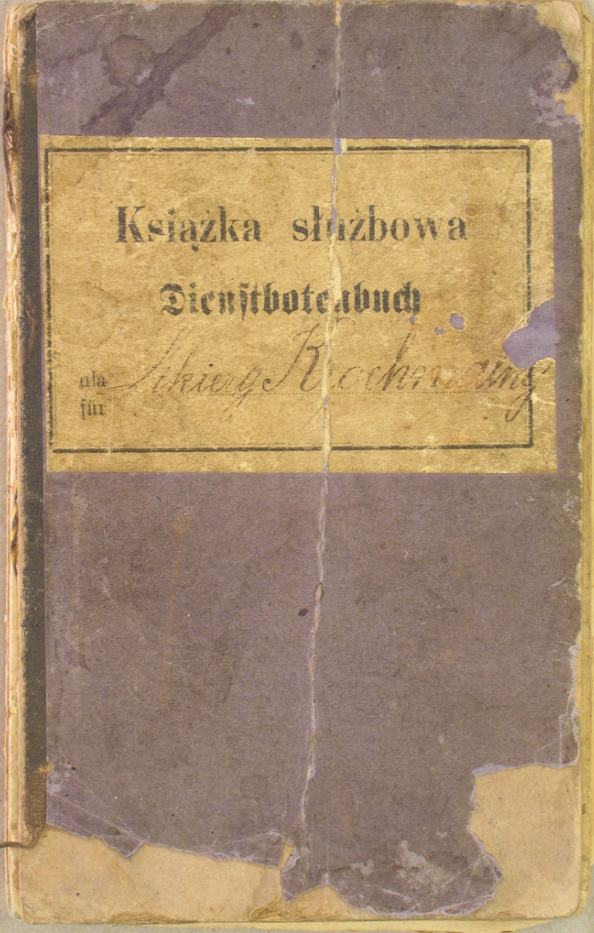
Службова книга Лукія Крохмальна.Великий Полюхів
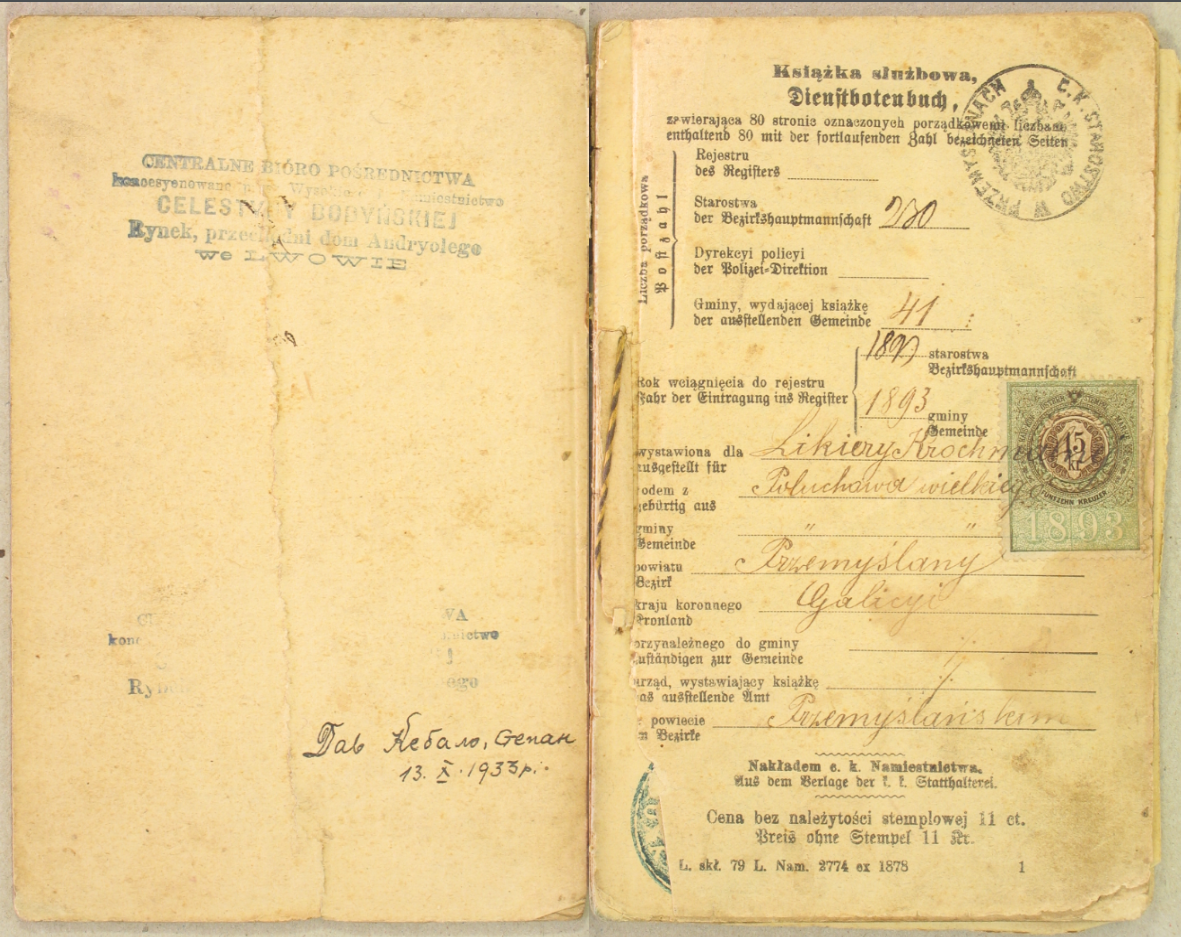
Службова книга Лукія Крохмальна. Контртитул та авантитул 1893.Великий Полюхів
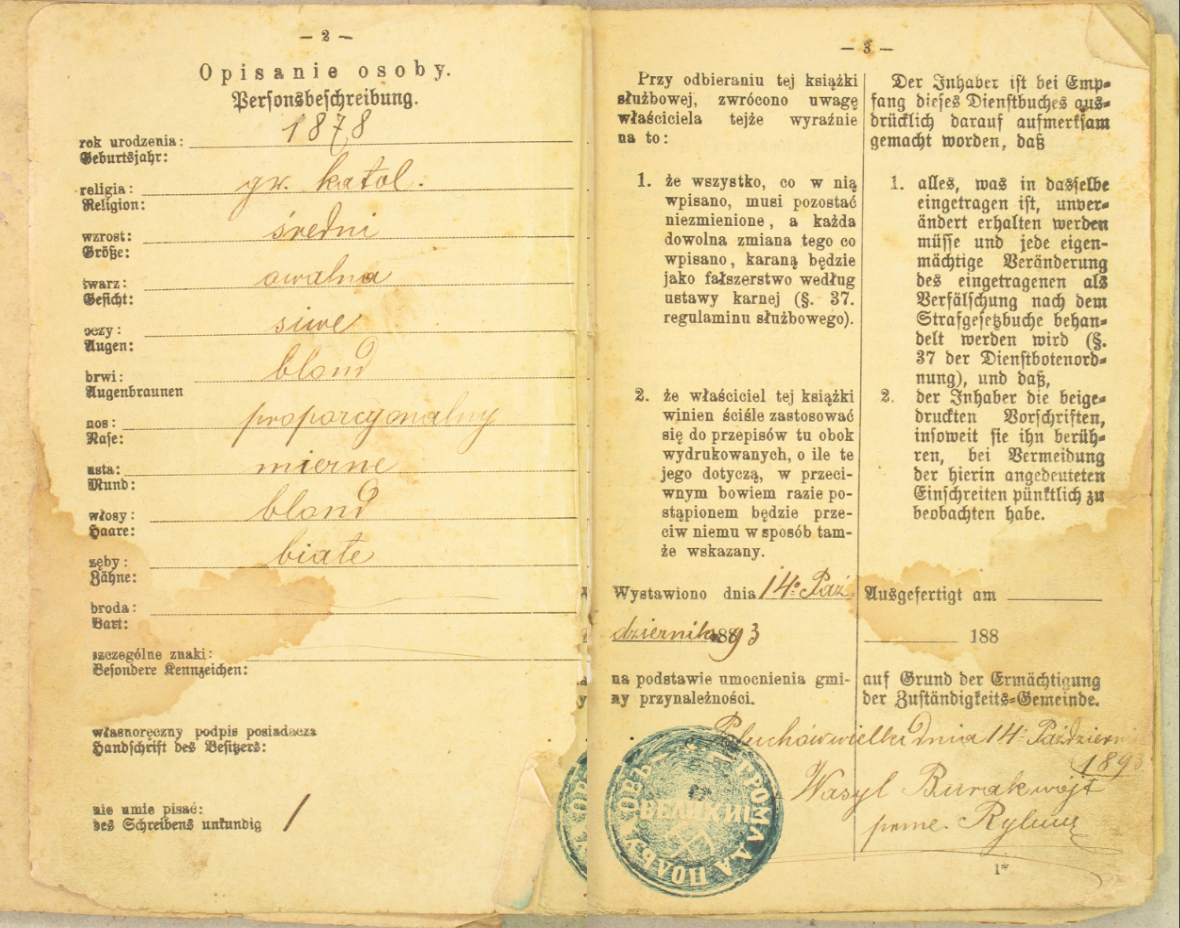
3-4 стор.Службова книга Лукія Крохмальна.Особисті дані з підписом та печатко вуйта Полюхова-В.Бурак 14.10.1893
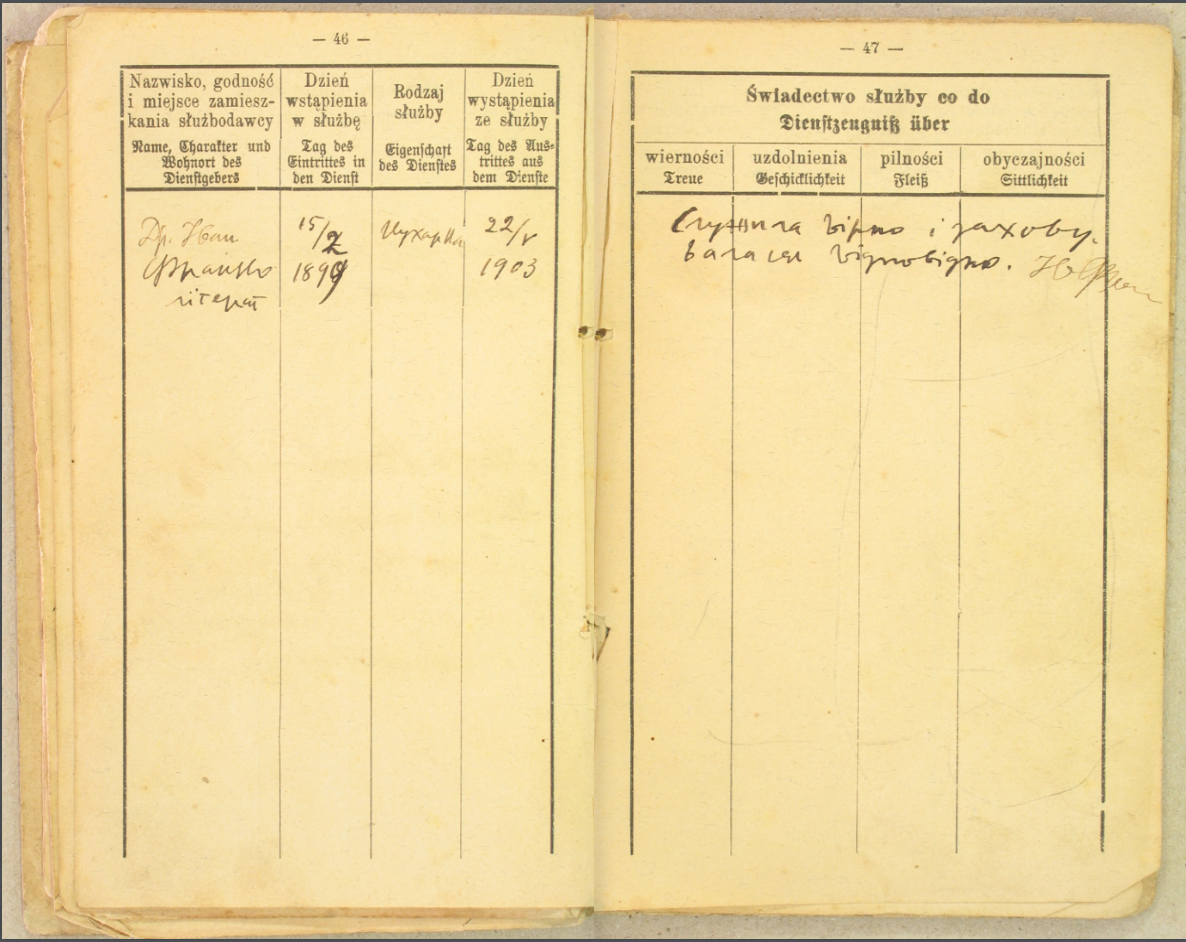
5-6 стор.Службова книга Лукія Крохмальна.Запис Ів. Франко 15.02.1899-22.05.1903 "Служила вірно і заховувалася відповідно”.

- Крохмальна Марія Степанівна — нар. 1925 р. нагороджена Медаллю материнства I ступеню — за народження та виховання 6 дітей, тітка по лінії матері Лемика Миколи.
- Нич Марія Михайлівна — нар. 1922 р. Освіта: 4 класи польської школи в В. Полюхові, 3 роки в державній гімназії Львова. Активістка ОУН, присягу прийняла восени 1941. Провідниця районного Українського Червоного Хреста. Заарештована 5.12.1945 р.,с. Кривичі Золочівського району Львівської обл. Утримування в Глинянська КПЗ. Тортури, побиття, відливання водою. Переведення у Львівську слідчу в'язницю. Осуджена в 1946 р., військовим трибуналом НКВС Львівської обл. Стаття: 54-1а. Вирок: ВТТ, 10 років; Поразка в правах, 3 роки. Місце відбуття: Норильллаг. Участь у Норильському повстанні. Осуд: 1953 р. Стаття: 58, п. 11, 14, 59, п. 2. Вирок: 10 років ВТТ. Дата звільнення: 1953. Підстави звільнення: Скасування вироку після касаційної скарги. Дата арешту: 1953 р. Вирок: 1 рік в закритій в'язниці. Місце відбуття: Норильська в'язниця, етап на станцію Мішкіно (Урал), у в'язницю в колишньому монастирі. Інвалідність. Переведення назад в Горлаг Норильська. Дата звільнення: 1954. Підстави звільнення: Звільнення за інваліднідністю, поселення в село Макінка Кокчетавської області Казахської РСР. Похована в Здолбунові.
- Нич Василь — нар. 06.06.1911 р. Освіта: 3 класи загальноосвітьної польської школи у Вижнянах 4 клас закінчив у Львові народної школи ім.Шевченка, 8 класів в державній гімназії Львова. 1 рік навчання на Політехніці в Гданську (1932-1933). Член ОУН з 1930р. За політичну діяльність отримав вирок 10 років увязнення. Перебував в польських вязницях 1933-1939рр. 1946-1949 роки навчання на університеті в Мюнхені. Автор книг : "Звернення до українського народу в справі роздору",Нью-Йорк, 1954; "Провокатори УВО-ОУН. Друге звернення до українського народу в справі роздору",Нью-Йорк, 1956.

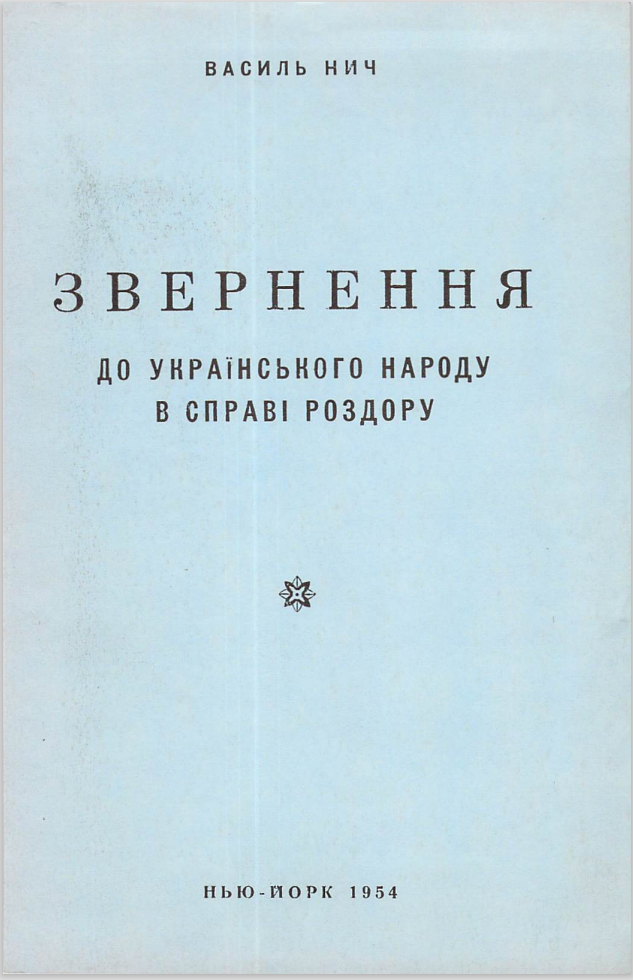
Василь Нич "Звернення...",Нью-Йорк,1956
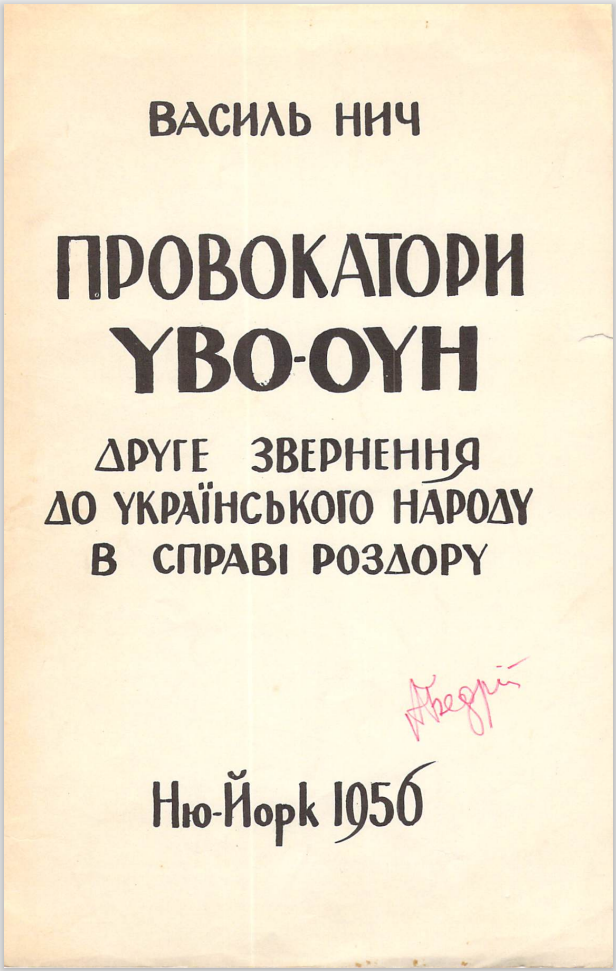
Василь Нич "Провокатори УВО-ОУН...",Нью-Йорк,1956

- Черкес Богдан Степанович — нар. 1953 р. батьки якого були переселенні в 1945 році з Закерзоння. Доктор архітектури, професор, директор Інституту архітектури Національного університету «Львівська політехніка», академік Української академії архітектури і Саксонської академії мистецтв, керівник відділення архітектури і містобудування ЗНЦ Національної академії наук України, професор Дармштадтського технічного університету (Німеччина), професор Віденського технічного університету (Австрія).

## Великий Полюхів на мапах

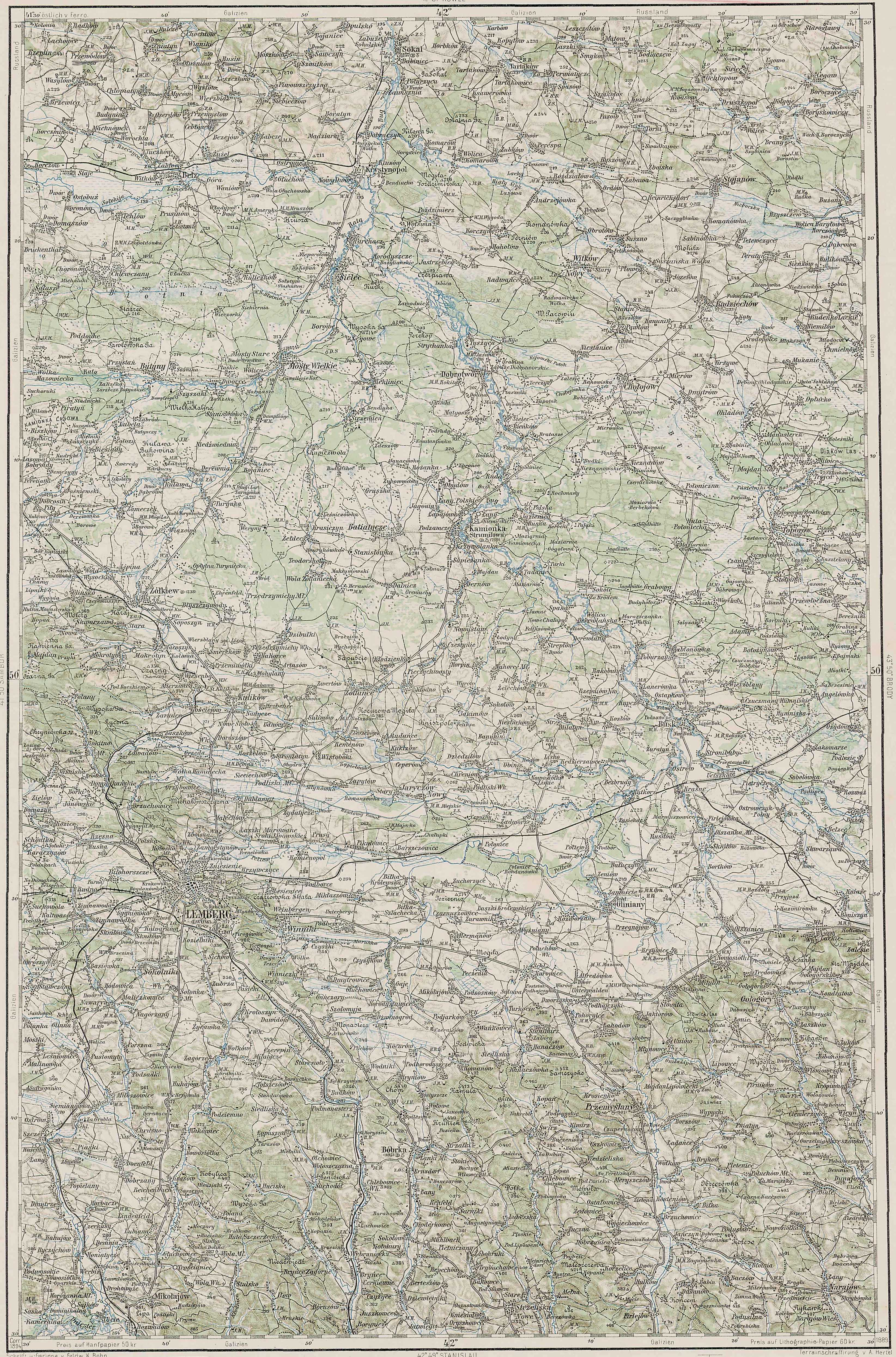
с.Великий Полюхів на військовій мапі Австро-Угорської імперії з 1889 р.
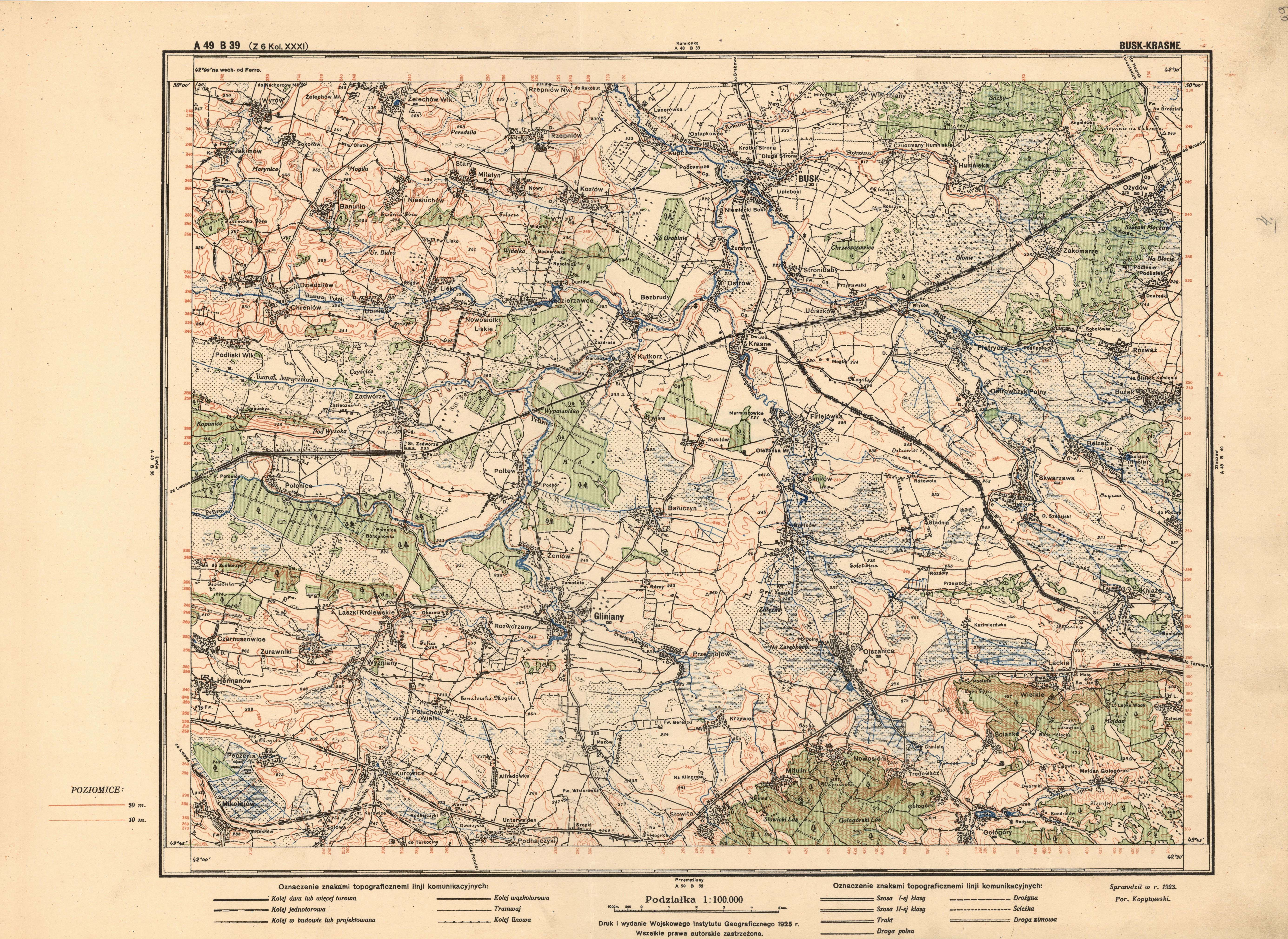
с.Великий Полюхів на Польській військовій мапі з 1925 р.

## Галерея

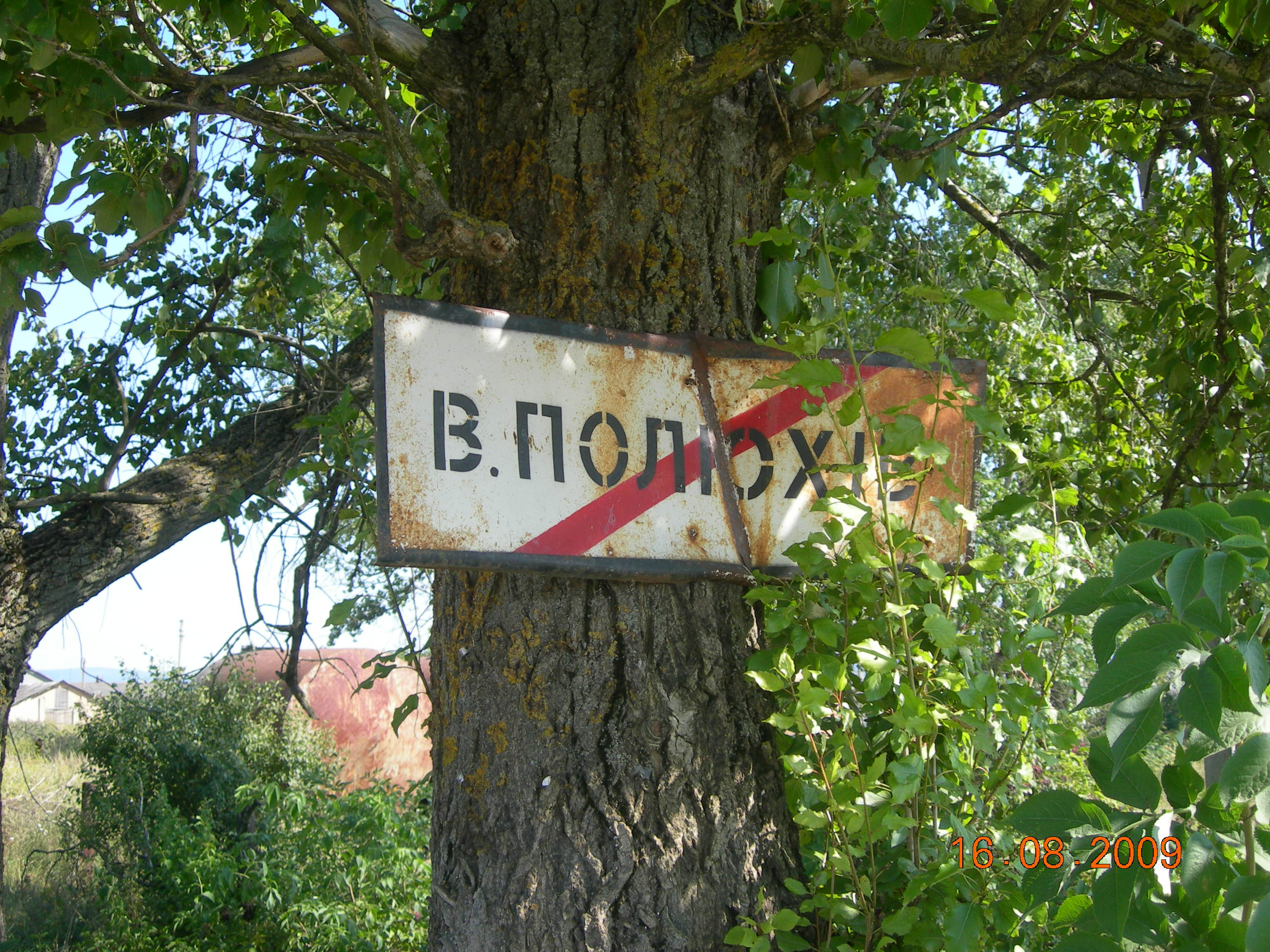
с. Великий Полюхів. Знак «Кінець населеного пункту»
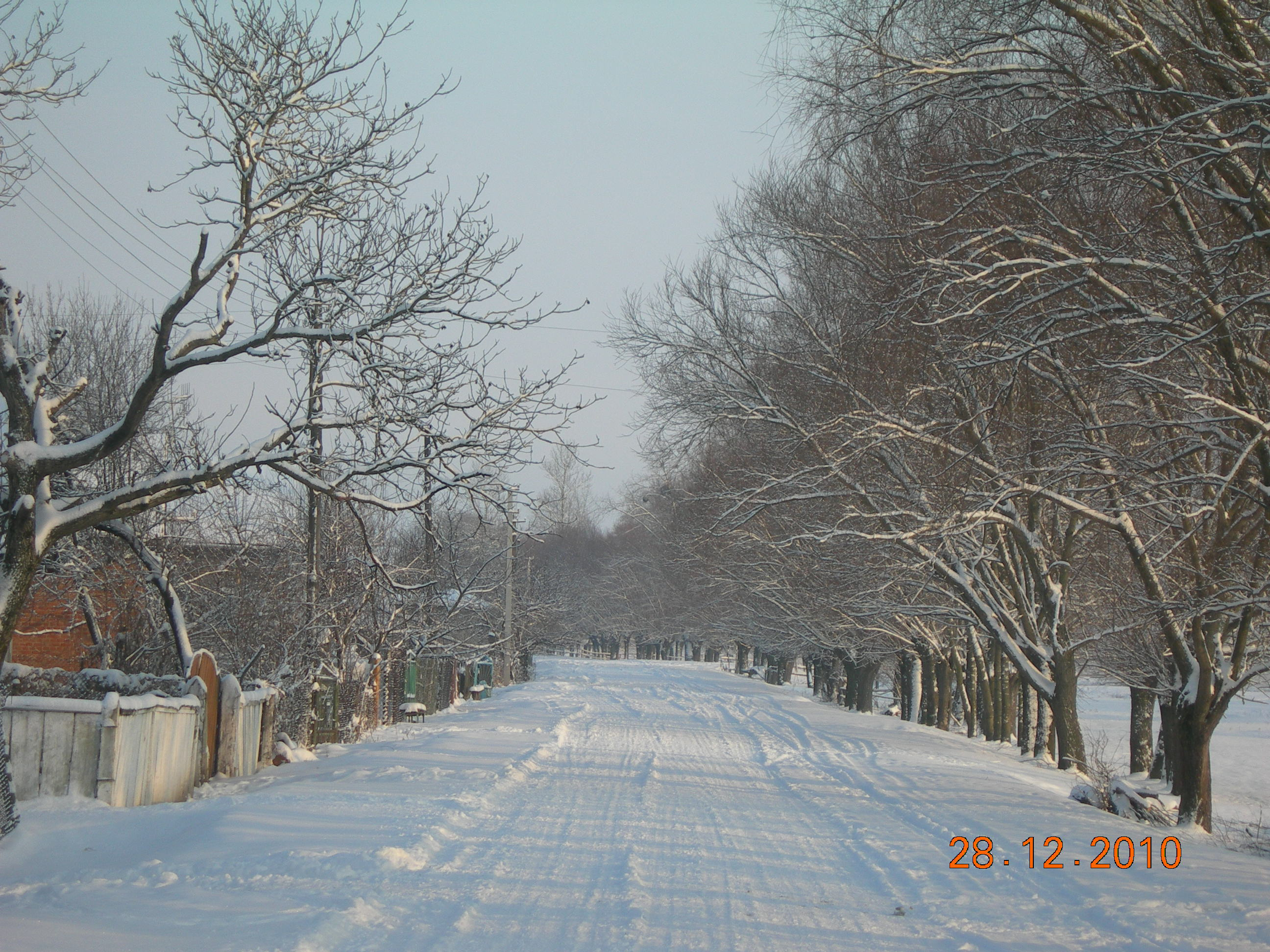
с. Великий Полюхів. Яців Кут
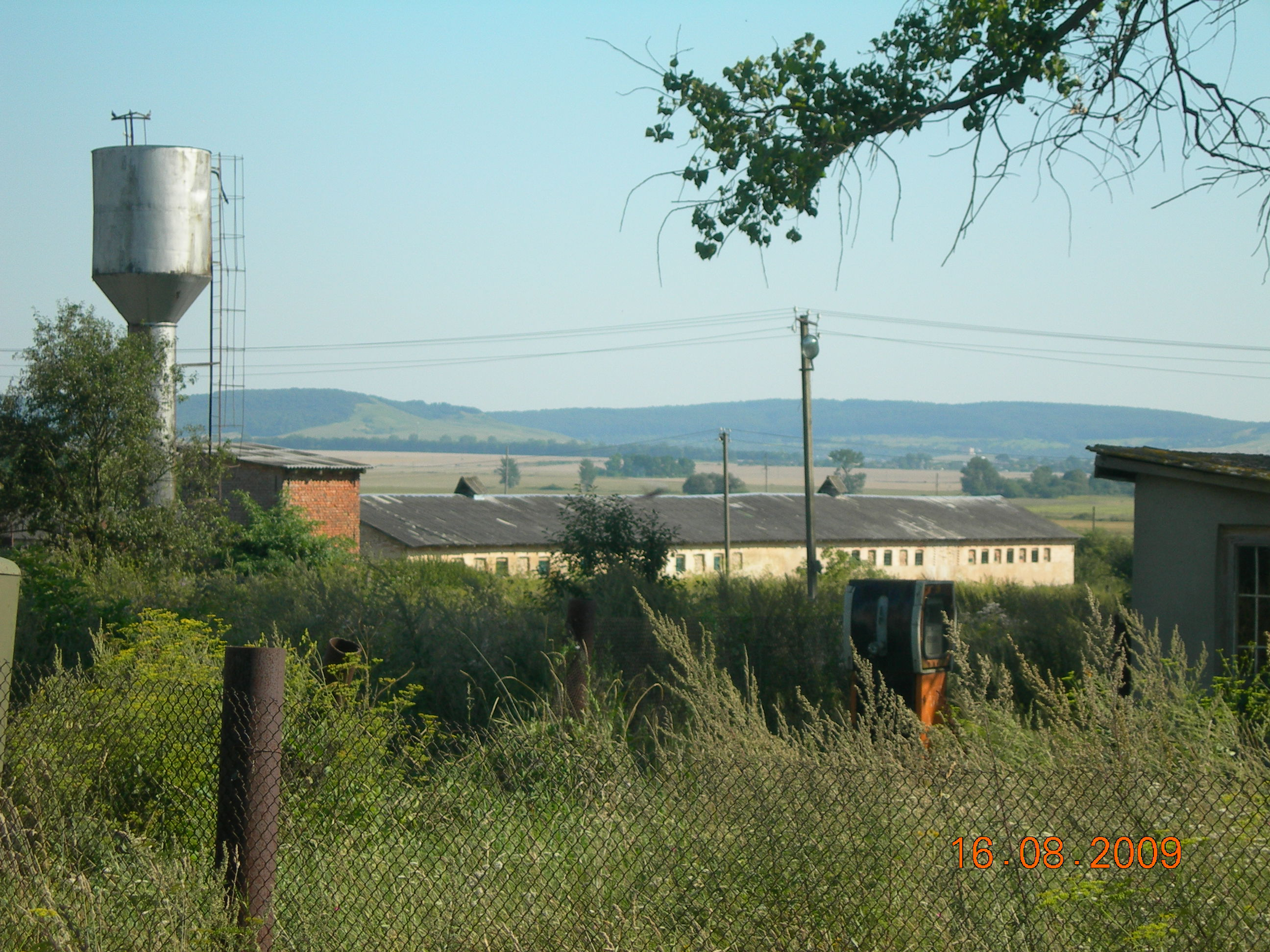
с. Великий Полюхів. Колишній колгосп
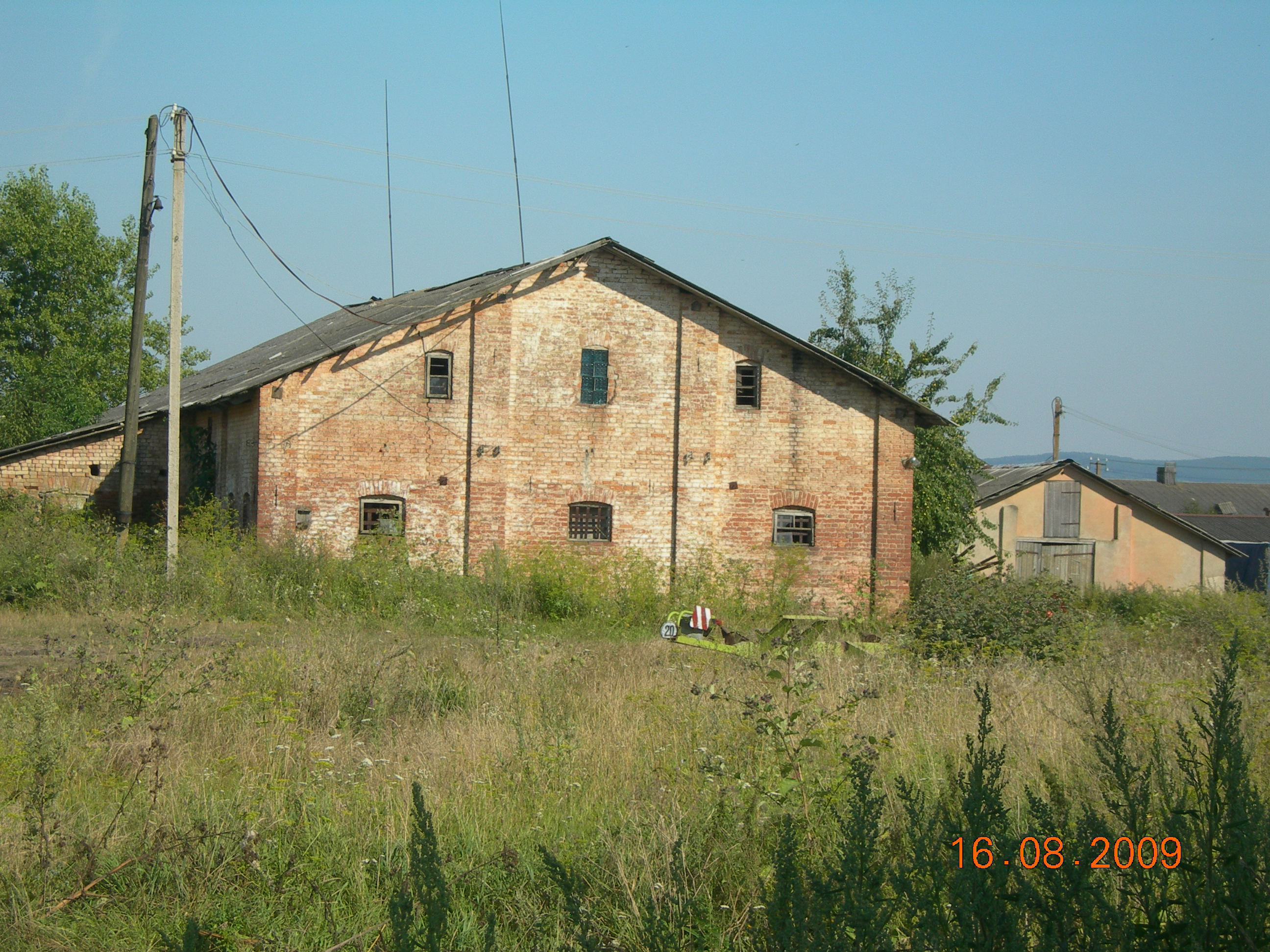
с. Великий Полюхів. Колгоспна комора
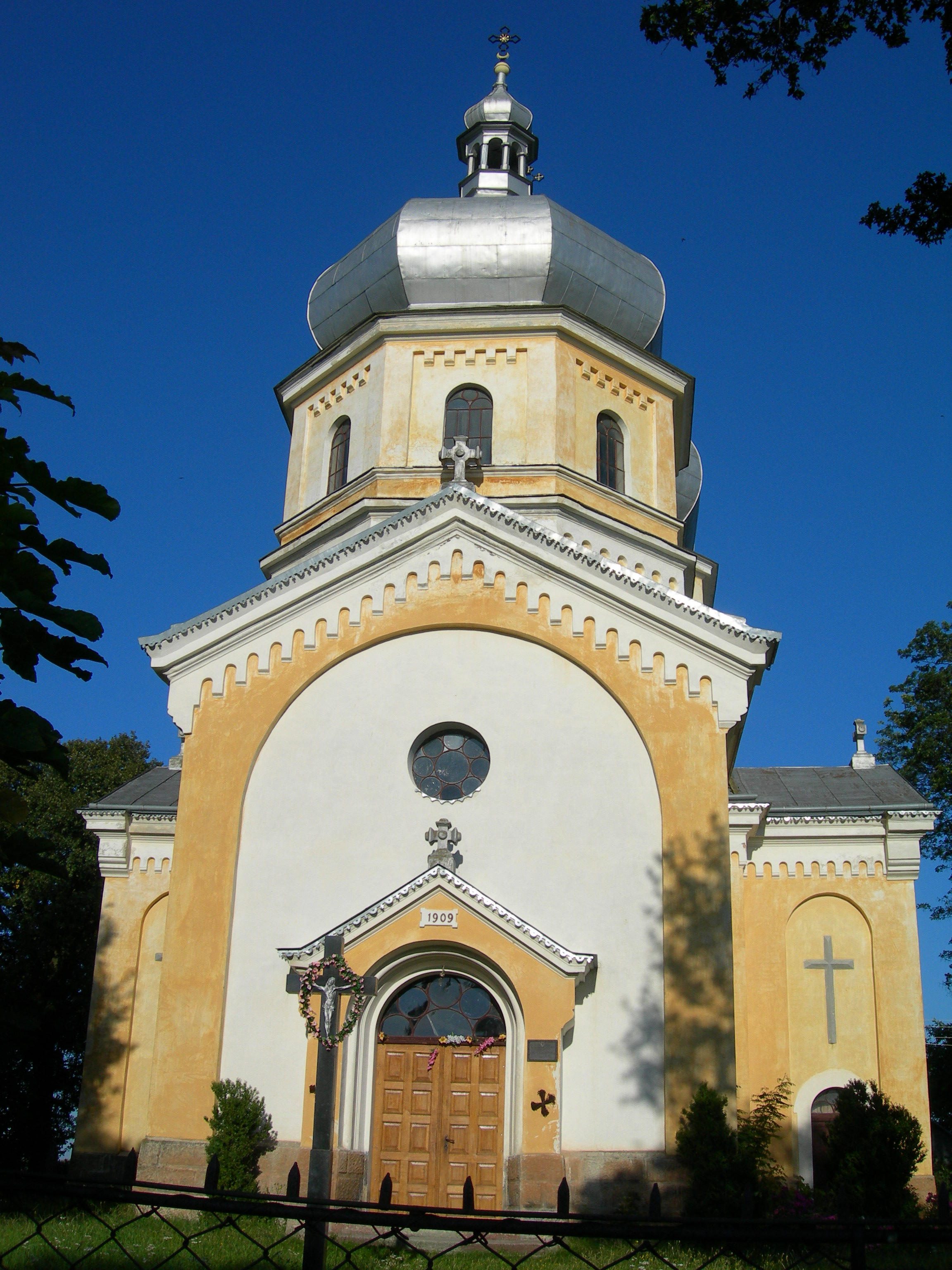
с. Великий Полюхів. Церква, 1909
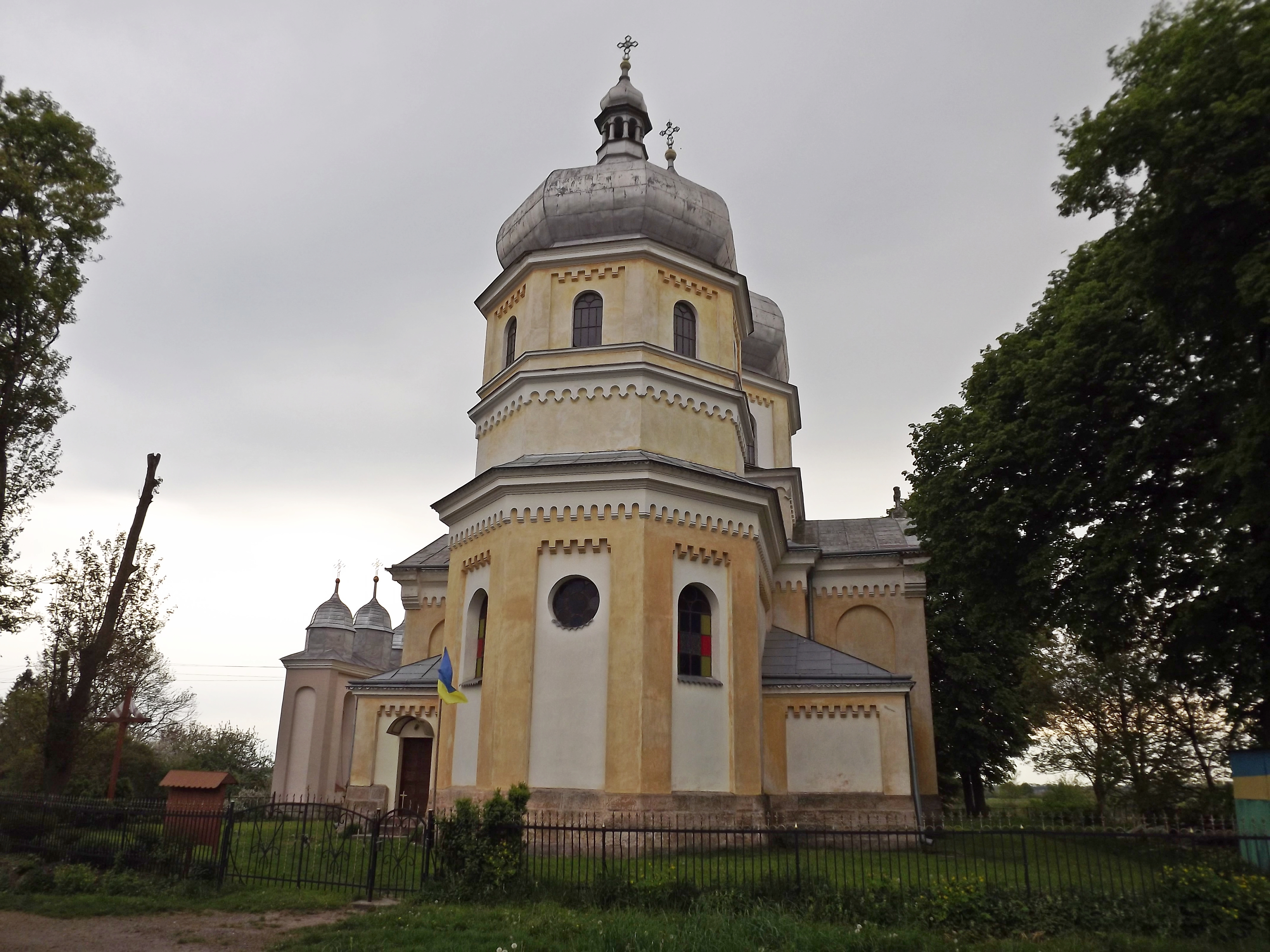
Церква св.Петра і Павла,с.Великий Полюхів
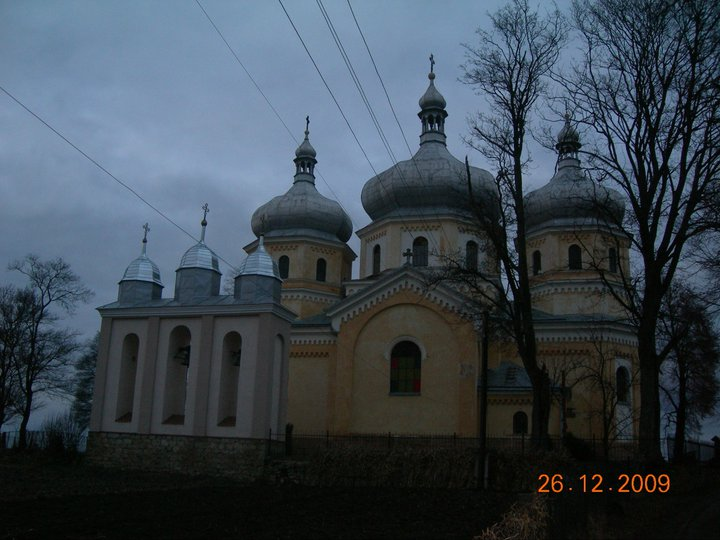
В.Полюхів. Церква і дзвіниця св.Петра та Павла
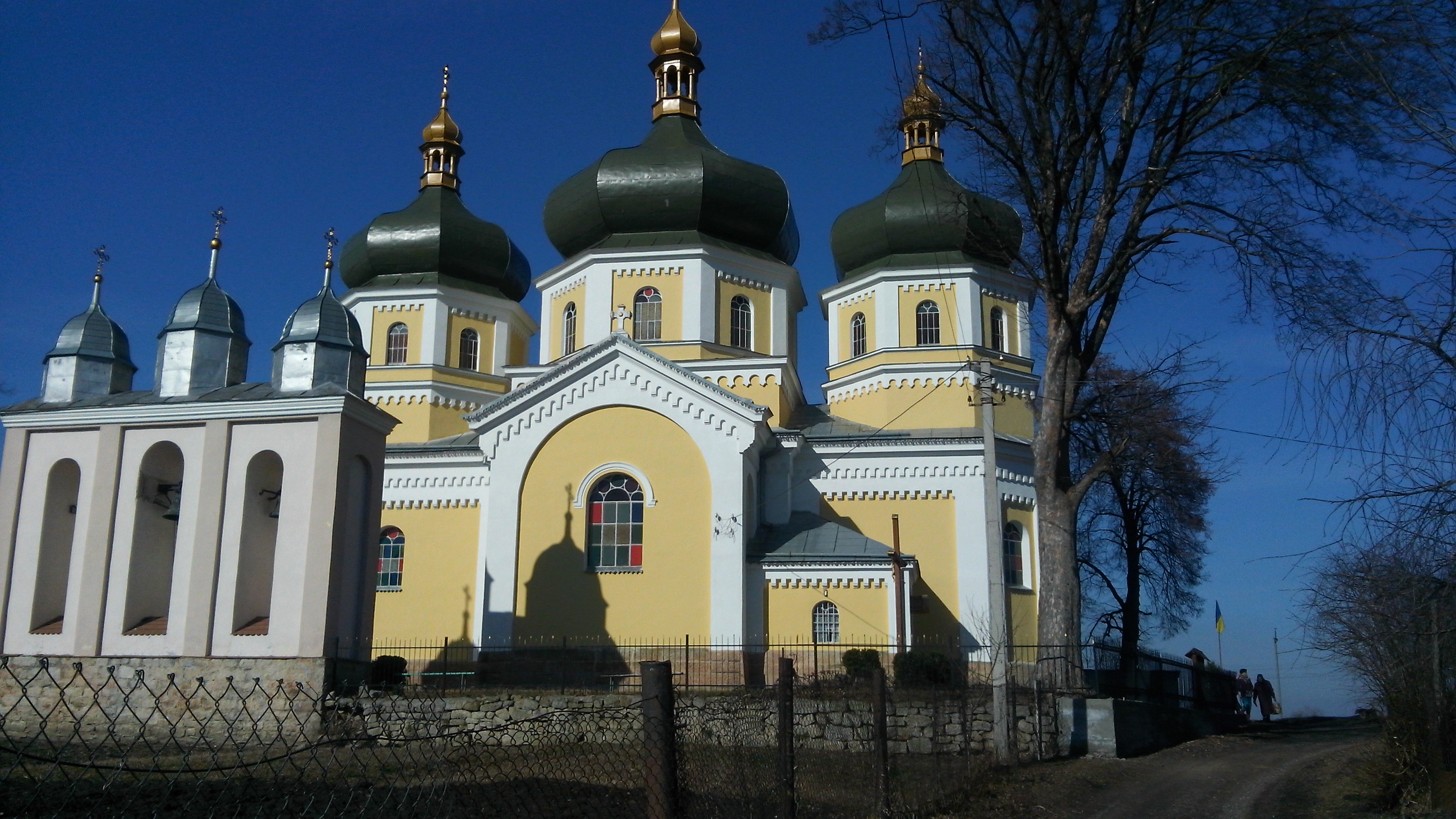
Церква св.ап.Петра і Павла(2017р.)
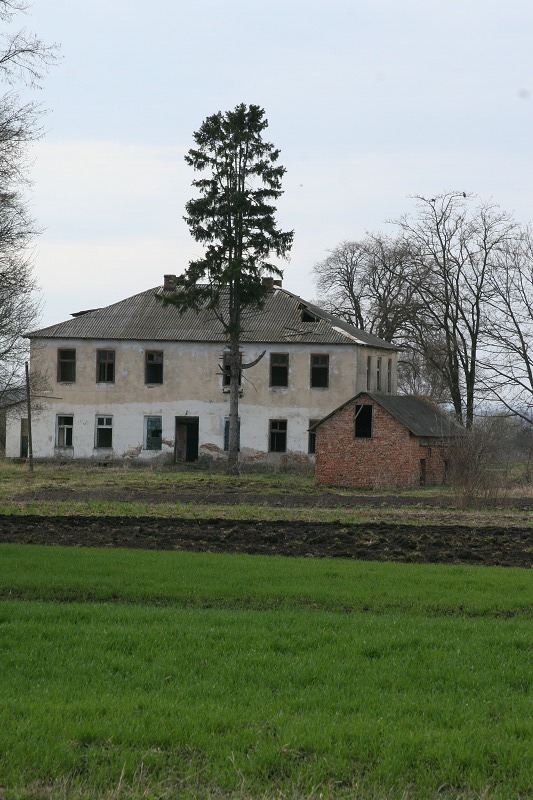
с. Великий Полюхів. Закинута школа